# Kẻ hủy diệt 2: Ngày phán xét
Kẻ hủy diệt 2: Ngày phán xét (tiếng Anh: Terminator 2: Judgment Day) là một bộ phim điện ảnh Mỹ thuộc thể loại hành động – khoa học viễn tưởng ra mắt vào năm 1991 do James Cameron làm đạo diễn, sản xuất kiêm viết kịch bản cùng William Wisher. Với sự tham gia diễn xuất của các diễn viên gồm Arnold Schwarzenegger, Linda Hamilton, Robert Patrick và Edward Furlong, đây là phần tiếp theo của Kẻ hủy diệt (1984) và là phần phim thứ hai trong thương hiệu cùng tên. Trong phim, trí tuệ nhân tạo độc ác Skynet đã gửi một Kẻ hủy diệt – cỗ máy giết chóc cực kỳ tiên tiến, quay ngược về thời điểm năm 1995 để sát hại John Connor, thủ lĩnh tương lai của phe kháng chiến loài người khi anh còn là một đứa trẻ. Để đáp trả lại hành động đó, phe kháng chiến ngay lập tức cử một Kẻ hủy diệt khác trở về quá khứ để bảo vệ Connor cũng như đảm bảo tương lai của nhân loại.
Kẻ hủy diệt được xem là một thành công lớn và giúp sự nghiệp của Schwarzenegger lẫn Cameron thăng tiến, song quá trình thực hiện phần tiếp theo đã bị đình trệ do mối quan hệ không mấy tốt đẹp giữa bộ đôi này với Hemdale Film Corporation, công ty đồng sở hữu bản quyền bộ phim. Vào năm 1990, Schwarzenegger và Cameron đã thuyết phục hãng phim Carolco Pictures mua lại bản quyền từ nhà sản xuất của Kẻ hủy diệt là Gale Anne Hurd và Hemdale, lúc bấy giờ đang gặp khó khăn về tài chính. Ngày phát hành đã được ấn định vào năm sau, khiến Cameron và Wisher chỉ có bảy tuần để hoàn thành kịch bản. Bộ phim được khởi quay từ tháng 10 năm 1990 đến tháng 3 năm 1991, diễn ra tại Los Angeles và các vùng lân cận với ngân sách ước tính 94–102 triệu USD, qua đó trở thành bộ phim đắt đỏ nhất từng được sản xuất vào thời điểm ấy. Những hiệu ứng hình ảnh tiên tiến do Industrial Light & Magic (ILM) thực hiện, bao gồm việc sử dụng nhân vật chính được tạo ra bởi máy tính lần đầu tiên trong một bộ phim bom tấn, đã dẫn đến việc lịch trình bị kéo dài. Những bản phim (release print) mới được chuyển đến các rạp vào tối ngay trước ngày công chiếu bộ phim (tức ngày 3 tháng 7 năm 1991).
Kẻ hủy diệt 2 đã gặt hái được thành công vang dội cả về mặt phê bình lẫn thương mại khi thu về 519–520,9 triệu USD doanh thu phòng vé toàn cầu, qua đó trở thành phim điện ảnh có doanh thu cao nhất thế giới năm 1991 và là tác phẩm có doanh thu cao thứ ba mọi thời đại vào thời điểm đó. Phim đã giành được nhiều giải thưởng lớn như Sao Thổ, BAFTA và Oscar. Bên cạnh đó, Kẻ hủy diệt 2 còn sở hữu những tác phẩm phái sinh gồm trò chơi điện tử, truyện tranh, tiểu thuyết và điểm tham quan dùng diễn viên người đóng T2-3D: Battle Across Time.
Kẻ hủy diệt 2 được coi là một trong những bộ phim khoa học viễn tưởng, hành động và phần tiếp nối xuất sắc nhất từng được thực hiện. Tác phẩm còn được nhìn nhận là có ảnh hưởng lớn đến lĩnh vực hiệu ứng hình ảnh, góp phần thúc đẩy sự chuyển mình từ hiệu ứng thực tế sang công nghệ mô phỏng hình ảnh bằng máy tính. Thư viện Quốc hội Hoa Kỳ đã chọn bộ phim này để bảo tồn tại Viện lưu trữ phim quốc gia vào năm 2023. Mặc dù Cameron đã có ý định kết thúc thương hiệu điện ảnh này với Kẻ hủy diệt 2, nhưng tác phẩm sau đó vẫn có thêm một loạt các phần tiếp nối gồm Kẻ hủy diệt 3: Kỷ nguyên người máy (2003), Kẻ hủy diệt 4 (2009), Kẻ hủy diệt: Thời đại Genisys (2015) và Kẻ hủy diệt: Vận mệnh đen tối (2019), và một loạt phim truyền hình năm 2008.

## Nội dung
Năm 2029, cuộc chiến giữa thế lực trí tuệ nhân tạo độc ác Skynet và lực lượng kháng chiến nhân loại đã khiến Trái Đất lâm vào cảnh bị tàn phá nặng nề. Skynet đã gửi T-1000 – một Kẻ hủy diệt tiên tiến, nguyên mẫu, có khả năng thay đổi hình dạng, được làm từ kim loại lỏng gần như bất khả xâm phạm – quay về quá khứ nhằm mục đích sát hại thủ lĩnh phe kháng chiến John Connor khi anh còn là một đứa trẻ. Để bảo vệ John, phe kháng chiến đã gửi ngược về quá khứ một Kẻ hủy diệt T-800 được tái lập trình, vốn là một bộ xương kim loại kém tiên tiến hơn được bao bọc bên ngoài bởi lớp da nhân tạo.
Năm 1995, tại Los Angeles, mẹ của John là Sarah đang bị tạm giam tại Bệnh viện bang Pescadero do trước đó bà đã thực hiện những hành động bạo lực nhằm ngăn chặn "Ngày phán xét" – một chuỗi sự kiện được tiên đoán sẽ diễn ra vào ngày 29 tháng 8 năm 1997, khi Skynet có được khả năng tri giác và đáp trả những nỗ lực vô hiệu hóa của những người tạo ra nó, từ đó khơi mào một cuộc thảm sát hạt nhân. John, người sống với cha mẹ nuôi của mình, xem Sarah là người bị hoang tưởng và không hài lòng với những nỗ lực của bà để chuẩn bị cho vai trò tương lai của anh. T-1000 định vị John tại một trung tâm mua sắm nhưng T-800 đã can thiệp, cứu John và giúp anh thoát thân. John đã gọi điện cảnh báo cha mẹ nuôi của mình, nhưng T-800 suy luận rằng T-1000 đã giết họ. Nhận ra T-800 được lập trình để tuân theo mệnh lệnh của mình, John cấm ông không được giết người và ra lệnh cho ông giải cứu Sarah khỏi T-1000.
T-800 và John đã chặn đường Sarah khi bà đang cố gắng trốn thoát, nhưng Sarah đã bỏ chạy trong hoảng sợ vì T-800 giống hệt với Kẻ hủy diệt được cử đến để giết bà vào năm 1984. John và T-800 thuyết phục Sarah nhập bọn với họ, rồi cả ba người cùng nhau thoát khỏi sự truy đuổi của T-1000. Mặc dù không hoàn toàn tin tưởng T-800, song Sarah vẫn tận dụng kiến thức từ tương lai của ông và biết được rằng một vi xử lý mang tính cách mạng do kỹ sư Cyberdyne Miles Dyson phát triển sẽ rất quan trọng đối với sự ra đời của Skynet. Trong suốt chuyến đi, Sarah nhận thấy T-800 đóng vai trò như một người bạn và người cha đối với John, chính anh đã dạy ông những câu cửa miệng và ký hiệu tay đồng thời còn khuyến khích T-800 trở nên giống con người hơn.
Sarah lên kế hoạch cùng với John trốn sang Mexico, nhưng cơn ác mộng về Ngày phán xét đã thôi thúc bà hạ sát Dyson. Bà tấn công Dyson tại nhà riêng của ông nhưng nhận ra bản thân không thể tước đoạt mạng sống của một người và do đó đã dừng lại. John đến nơi và làm lành với mẹ mình trong khi T-800 thuyết phục Dyson tin vào những hậu quả trong tương lai từ công trình nghiên cứu của mình. Dyson tiết lộ rằng công trình của ông được phát triển dựa trên công nghệ đảo ngược từ CPU và cánh tay bị cắt rời của Kẻ hủy diệt năm 1984. Nhận ra công trình của mình cần phải bị phá hủy, Dyson quyết định hỗ trợ Sarah, John và T-800 xâm nhập vào Cyberdyne nhằm thu hồi CPU và cánh tay, đồng thời đặt chất nổ để san bằng phòng thí nghiệm. Cảnh sát ập vào tòa nhà và bắn chết Dyson, nhưng ông đã kích hoạt chất nổ trước khi qua đời. T-1000 tiếp tục truy đuổi ba người, dồn họ vào trong một nhà máy thép.
Sarah và John tách ra để thoát thân, trong khi đó T-1000 làm biến dạng T-800 và tạm thời khiến ông ngừng hoạt động bằng cách phá hủy nguồn năng lượng của ông. T-1000 giả dạng Sarah để nhử John ra ngoài, nhưng Sarah đã kịp thời can thiệp và cùng với T-800 vừa được kích hoạt trở lại đẩy hắn xuống một bể thép nóng chảy, tại đây hắn bị phân hủy. T-800 giải thích rằng ông cũng cần phải bị hủy diệt để ngăn chặn việc bản thân trở thành nền tảng cho Skynet. Dù John phản đối trong nước mắt, T-800 vẫn thuyết phục anh rằng đó là cách duy nhất để bảo vệ tương lai của họ. Sarah bắt tay T-800 và bày tỏ sự tôn trọng dành cho ông rồi từ từ hạ ông xuống bể. T-800 giơ ngón tay cái lên như một lời chào tạm biệt dành cho John trước khi bị thiêu rụi. Khi Sarah lái xe trên đường cao tốc cùng John, bà suy ngẫm về niềm hy vọng mới mẻ của mình đối với một tương lai bất định, tự hỏi nếu T-800 có thể học được giá trị của cuộc sống thì nhân loại cũng có thể làm được điều đó.

## Diễn viên
- Arnold Schwarzenegger vai Kẻ hủy diệt: một Kẻ hủy diệt "T-800" Mẫu 101 đã được tái lập trình, được cấu thành từ lớp mô người bao bọc bên ngoài khung xương kim loại.[4]
- Linda Hamilton vai Sarah Connor: một binh sĩ tự huấn luyện, dành trọn tâm huyết vào mục tiêu ngăn chặn sự trỗi dậy của Skynet.[5]
- Edward Furlong vai John Connor: con trai của Sarah, được sinh ra với số mệnh dẫn dắt lực lượng kháng chiến nhân loại chống lại Skynet.[6]
- Robert Patrick vai T-1000: một Kẻ hủy diệt tiên tiến, có khả năng biến hình, là mẫu thử nghiệm được cấu tạo từ kim loại lỏng.[7]
- Earl Boen vai Dr. Peter Silberman: bác sĩ của Sarah tại Bệnh viện bang Pescadero.[8][9][10]
- Joe Morton vai Miles Bennett Dyson: giám đốc các dự án đặc biệt thuộc Tập đoàn Cyberdyne Systems.[11][12]

Dàn diễn viên của bộ phim còn bao gồm Jenette Goldstein và Xander Berkeley trong vai cha mẹ nuôi của John là Janelle và Todd Voight, Cástulo Guerra trong vai bạn của Sarah là Enrique Salceda, S. Epatha Merkerson và DeVaughn Nixon trong vai vợ và con trai của Dyson là Tarissa và Danny, Danny Cooksey trong vai bạn của John là Tim. Người chị sinh đôi Leslie Hamilton Gearren cũng xuất hiện cùng với Hamilton khi bà vào vai T-1000 giả dạng Sarah. Cặp song sinh Don và Dan Stanton vào vai một người canh gác tại Bệnh viện bang Pescadero và phiên bản T-1000 giả dạng người đó.
Các diễn viên khác bao gồm Ken Gibbel trong vai một nhân viên y tế hung hãn, Robert Winley, Ron Young, Charles Robert Brown và Pete Schrum trong vai những người đàn ông đối đầu với T-800 tại một quán bar dành cho biker, Abdul Salaam El Razzac vào vai Gibbons–một người canh gác tại Cyberdyne, còn Dean Norris đóng vai trưởng đội SWAT. Michael Edwards hóa thân thành John Connor vào năm 2029 và cậu con trai nhỏ của Hamilton, Dalton Abbott, đóng vai John trong một giấc mơ. Đồng biên kịch William Wisher đóng vai cameo là một người chụp ảnh T-800 tại trung tâm mua sắm, Michael Biehn tái hiện vai diễn chiến binh kháng chiến Kyle Reese trong những cảnh bị loại bỏ khỏi phiên bản chiếu rạp.

## Sản xuất

### Phát triển

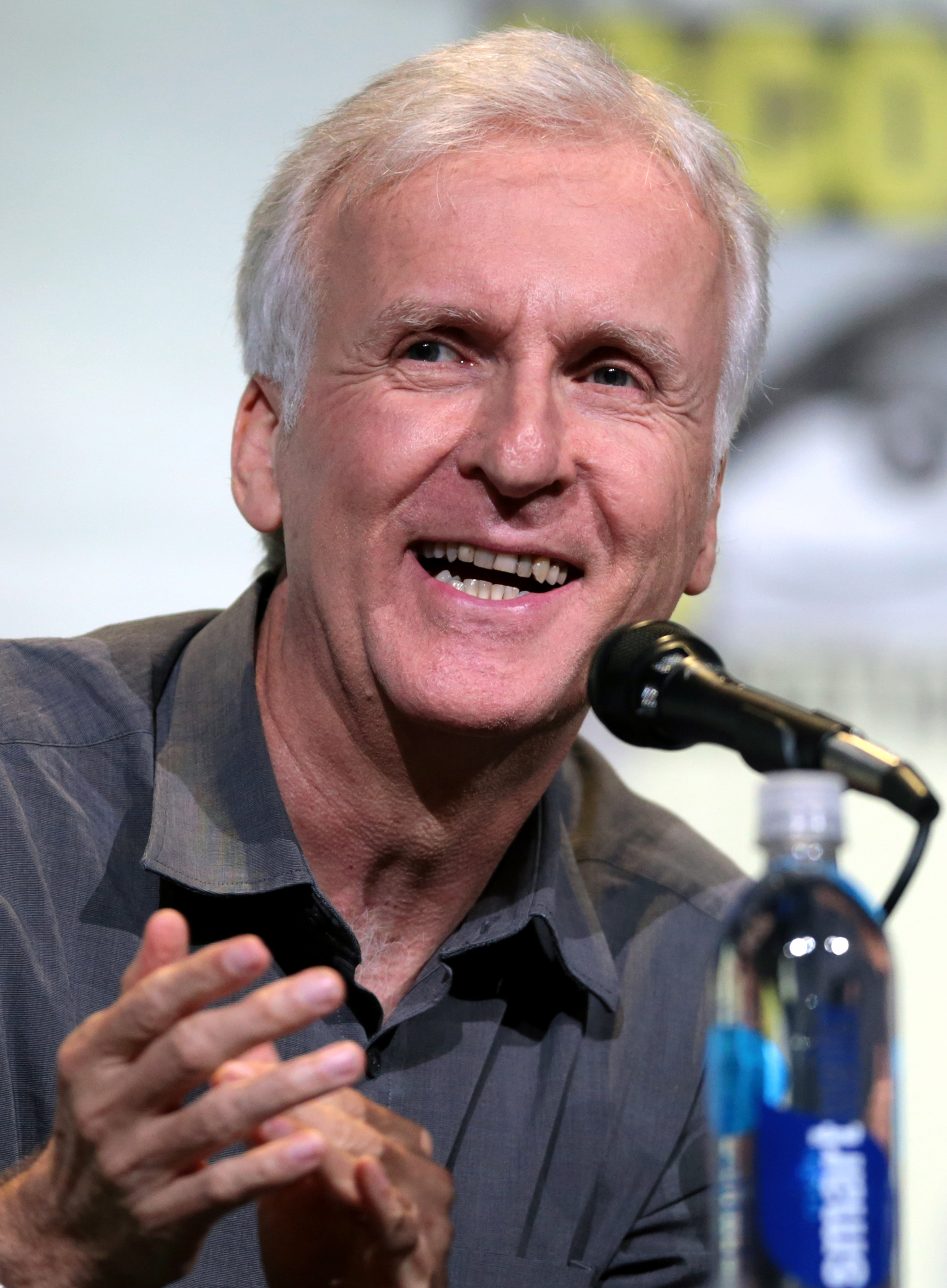
James Cameron vào năm 2016.

Kẻ hủy diệt đã trở thành một thành công ngoài mong đợi, thu về 78,4 triệu USD so với kinh phí 6,4 triệu USD, khẳng định vị thế ngôi sao hàng đầu của Schwarzenegger và giúp đạo diễn James Cameron có được vị thế vững chắc trong làng điện ảnh. Schwarzenegger bày tỏ mong muốn thực hiện phần tiếp theo, nói rằng "Tôi luôn cảm thấy chúng tôi nên tiếp tục câu chuyện này ... Tôi đã nói [với Cameron] điều đó ngay sau khi hoàn thành bộ phim đầu tiên". Cameron cho biết Schwarzenegger luôn hào hứng với phần tiếp theo hơn ông, bởi vì Cameron coi phần đầu là một câu chuyện đã hoàn chỉnh.
Các cuộc thảo luận về việc thực hiện phần tiếp theo đã bị đình trệ cho đến năm 1989, một phần là do Cameron bận rộn với các dự án phim khác như Aliens (1986) và The Abyss (1989), nhưng cũng bởi vì mâu thuẫn với công ty nắm giữ bản quyền Hemdale Film Corporation. Người đồng sáng lập Hemdale là John Daly đã cố gắng thay đổi cái kết của Kẻ hủy diệt trái với mong muốn của Cameron, điều đó suýt chút nữa đã dẫn tới một cuộc xô xát. Phần phim tiếp theo không thể được sản xuất mà không có sự chấp thuận của Hemdale, bởi vì Cameron đã chuyển nhượng 50% quyền lợi của mình cho công ty này để thực hiện Kẻ hủy diệt. Cameron cũng đã bán một nửa số cổ phần còn lại cho vợ cũ của mình là Gale Anne Hurd, nhà sản xuất kiêm đồng biên kịch của phần phim đầu, với giá 1 USD sau khi họ ly hôn vào năm 1989. Đến năm 1990, Hemdale đã bị Cameron, Schwarzenegger, Hurd và nghệ sĩ hiệu ứng đặc biệt Stan Winston kiện do khoản lợi nhuận từ Kẻ hủy diệt chưa được thanh toán.
Nhận thấy Hemdale đang gặp khó khăn về tài chính, Schwarzenegger đã thuyết phục Carolco Pictures mua lại bản quyền của Kẻ hủy diệt, sau khi từng hợp tác với hãng phim độc lập này trong bộ phim khoa học viễn tưởng Total Recall (1990). Chủ sở hữu Mario Kassar mô tả thương vụ mua bản quyền đó là giao dịch khó khăn nhất mà Carolco từng thực hiện. Ông chấp nhận đề nghị 10 triệu USD cho phần bản quyền của Hemdale, coi nó như một khoản tiền được đưa ra để cản trở mình, và đã trả 5 triệu USD cho phần của Hurd. Trước khi bắt đầu phát triển dự án, tổng chi phí mua bản quyền đã tăng lên 17 triệu USD sau khi tính các chi phí phát sinh khác.
Kassar nói với Cameron rằng để thu hồi lại khoản đầu tư, bộ phim vẫn sẽ được tiến hành cho dù có ông hay không và đã đề xuất trả cho Cameron 6 triệu USD để viết kịch bản và tham gia sản xuất. Bộ phim trở thành dự án chung giữa nhiều hãng phim: Carolco, Le Studio Canal+, Lightstorm Entertainment của Cameron và Pacific Western Productions của Hurd. Carolco còn có thỏa thuận phân phối tại Mỹ với TriStar Pictures từ trước, yêu cầu bộ phim phải sẵn sàng ra rạp vào ngày 27 tháng 5 năm 1991, nhân dịp Ngày Chiến sĩ trận vong.

### Kịch bản
Do ngày phát hành đã được ấn định, Cameron chỉ có khoảng sáu đến bảy tuần để viết phần tiếp theo. Tháng 3 năm 1990, ông đã liên hệ với người cộng sự thân thiết kiêm đồng biên kịch của Kẻ hủy diệt là William Wisher để cùng bắt tay thực hiện dự án. Hai người đã dành hai tuần để phát triển một đề cương kịch bản dựa trên ý tưởng của Cameron về mối quan hệ giữa John Connor và T-800, một ý tưởng mà ban đầu Wisher cho là một trò đùa. Đề cương này của họ khác biệt so với chủ đề "khoa học viễn tưởng chặt chém" của phần phim đầu, tập trung vào mối quan hệ gia đình khác thường được hình thành giữa Sarah, John và T-800. Cameron cho rằng mối quan hệ đó là "trái tim của bộ phim", so sánh nó với hình ảnh nhân vật Tin Man có được trái tim trong The Wizard of Oz (1939).
Ý tưởng của Cameron xoay quanh việc Skynet và quân kháng chiến mỗi bên gửi một T-800—cả hai đều do Schwarzenegger thủ vai—quay ngược về quá khứ, một để sát hại John và một để bảo vệ anh. Wisher cho rằng một trận chiến giữa hai Kẻ huỷ diệt giống hệt nhau sẽ rất nhàm chán. Cặp đôi từng cân nhắc về việc tạo ra một "Siêu Kẻ huỷ diệt" to lớn hơn, nhưng thấy nó không thú vị và đã chấp nhận một ý tưởng mà Cameron đã ấp ủ từ trước cho Kẻ hủy diệt—một Kẻ huỷ diệt bằng kim loại lỏng với vóc dáng giống như một con người bình thường, trái ngược với thân hình đồ sộ của Schwarzenegger. Nửa đầu ý tưởng của họ kết thúc với việc phá hủy T-800 của Skynet, buộc nó phải dùng đến vũ khí tối thượng T-1000. Mặc dù đã cân nhắc loại bỏ hoàn toàn T-1000, song Cameron quyết định để hắn là phản diện duy nhất. Cameron và Wisher đã lựa chọn hình dạng của một sĩ quan cảnh sát cho T-1000, giúp hắn hoạt động mà ít bị nghi ngờ hơn. Mặc dù vậy, Wisher lại gặp khó khăn trong việc xây dựng T-800 như một nhân vật "thiện" mà vẫn giữ được vẻ đáng sợ cùng lúc. Cặp đôi quyết định trao cho nó khả năng học hỏi và phát triển cảm xúc, qua đó trở nên giống con người hơn theo thời gian. Họ giữ cho lời thoại của T-800 ngắn gọn, dựa vào khán giả để suy luận ra nhiều ý nghĩa thông qua "những miếng nhỏ". Câu nói nổi tiếng của ông, "Hasta la vista, baby", là câu mà Wisher và Cameron thường nói sau mỗi cuộc điện thoại của họ.
Wisher đã phát triển nửa đầu đề cương tại nhà của Cameron trong vòng bốn tuần, còn Cameron thì đảm nhận nửa cuối. Họ đã loại bỏ nhiều trang khác nhau, bao gồm cốt truyện phức tạp về Dyson và vụ thảm sát tại một khu trại gồm những người theo chủ nghĩa sinh tồn giúp đỡ Sarah. Cameron, vốn chẳng mảy may tính toán đến ngân sách khi chắp bút phần kịch bản, đã phải cắt bớt một số cảnh quay phức tạp, trong đó có đoạn mở đầu dài 9 phút cho thấy một cỗ máy du hành thời gian được sử dụng vào năm 2029. Wisher và Cameron cũng thường xuyên thảo luận với công ty hiệu ứng đặc biệt Industrial Light & Magic (ILM) nhằm xác định xem ý tưởng nào là khả thi.
Cameron và Wisher đã phân tích phần phim đầu tiên nhằm mục đích hình dung sự phát triển và biến đổi của từng nhân vật. Cameron cho rằng việc Sarah biết trước tương lai sẽ khiến bà bị cô lập, từ đó buộc bà phải kết giao với những người theo chủ nghĩa sinh tồn và trở thành một đặc công tự lực. Bà được miêu tả để trở thành một nhân vật lạnh lùng, xa cách về mặt cảm xúc giống như một Kẻ huỷ diệt, đặc biệt là khi quyết định truy đuổi Dyson. Thay vì mở đầu câu chuyện với Sarah, việc John được một gia đình khác nhận nuôi đã được chọn để gia tăng sự căng thẳng. Nhân vật John được lấy cảm hứng từ bài hát "Russians" của Sting phát hành năm 1985, có lần Cameron hồi tưởng lại: "Tôi còn nhớ mình ngồi đó, trong tình trạng phê thuốc E ... Tôi bị ấn tượng mạnh bởi [lời bài hát] 'I hope the Russians love their children too'. Thế là tôi bỗng nảy ra ... Ý tưởng về một cuộc chiến hạt nhân hoàn toàn trái ngược với bản chất của sự sống. Đó chính là khởi nguồn cho nhân vật [John]". Họ đã dành 3 ngày để hoàn thiện kịch bản trước khi lên đường sang Cannes, tại đây Kẻ hủy diệt 2 được công bố rộng rãi vào đầu tháng 5 năm 1990. Schwarzenegger ban đầu gặp khó khăn với một số đoạn trong kịch bản, có lần còn hỏi rằng "'Polyalloy' là gì vậy?" Ông cũng tỏ ra lo ngại về việc nhân vật của mình không gây chết người, điều đó mâu thuẫn với hình tượng anh hùng hành động của bản thân và cách nhân vật này được thể hiện trong Kẻ hủy diệt. Cameron giải thích rằng ông muốn làm cho khán giả phải bất ngờ. Schwarzenegger yêu cầu: "Chỉ cần làm cho tôi ngầu là được".

### Tuyển vai
Schwarzenegger bắt đầu quan tâm đến việc tái hiện vai diễn của mình sau khi nhận thấy nhân vật này phức tạp và dễ đồng cảm hơn so với phần phim trước. Để khắc họa chân thực một cỗ máy không biết sợ hãi và vô cảm, ông đã chăm chỉ tập luyện cùng với điều phối viên cảnh nguy hiểm Joel Kramer để không bị ảnh hưởng bởi lửa và các vụ nổ xảy ra xung quanh mình. Schwarzenegger nhận được khoản thù lao từ 12–15 triệu USD cho vai diễn này. Carolco từng bị chỉ trích vì đã đẩy mức lương dành cho các diễn viên lên quá cao, đặc biệt là sau khi trả Schwarzenegger khoảng 11 triệu USD cho vai diễn trong Total Recall (1990). Họ đã biện minh cho khoản chi phí này bằng cách nhấn mạnh đến giá trị thu hút đại chúng của dàn diễn viên chính trên thị trường quốc tế. Để giảm bớt gánh nặng tài chính trước mắt, Carolco đã trả phần lớn tiền lương của Schwarzenegger bằng một chiếc máy bay phản lực Gulfstream III mua trả góp trị giá 12,75 triệu USD.
Cameron đã kiên quyết không thay thế vai diễn của Hamilton, song vẫn lên kế hoạch dự phòng trong trường hợp bà không quay trở lại. Các cuộc đàm phán tuy kéo dài nhưng đã kết thúc nhanh chóng sau khi Cameron thông báo với Carolco rằng kịch bản sẽ không thể hoàn thành cho đến khi ông biết liệu Hamilton có tham gia hay không. Hamilton nhận được khoảng 1 triệu USD, số tiền này theo bà mô tả là "nhiều hơn đáng kể" so với những gì bản thân nhận được từ Kẻ hủy diệt, tuy nhiên bà đã bày tỏ sự thất vọng về sự chênh lệch thù lao giữa mình và Schwarzenegger. Hamilton đã yêu cầu nhân vật Sarah phải thể hiện một cá tính "điên rồ", giải thích rằng sau nhiều năm sống chung với viễn cảnh tận thế sắp xảy ra của nhân loại, bà tin Sarah đã biến thành một thực thể hoang dã, một chiến binh kết hợp với một người phụ nữ bất ổn về mặt tâm lý. Bà nói thêm: "[T-800] là một con người tốt hơn tôi, còn tôi là một Kẻ hủy diệt tốt hơn anh ấy". Cameron từng cân nhắc tạo thêm một vết sẹo trên khuôn mặt của nhân vật này, nhưng sau đó đã bỏ ý định trên do sẽ gặp nhiều khó khăn nếu cứ đắp vết sẹo đó mỗi ngày. Hamilton đã chuẩn bị kỹ lưỡng cho vai diễn của mình, bà làm việc với một huấn luyện viên cá nhân trong ba giờ mỗi ngày, sáu ngày một tuần và tuân thủ một chế độ ăn kiêng nghiêm ngặt ít chất béo, giảm khoảng 12 pound (5,4 kg) cân nặng. Bên cạnh đó, bà còn được đào tạo judo và kỹ thuật quân sự bởi cựu đặc nhiệm Israel Uziel Gal. Trong suốt quá trình tập luyện, ghi hình và dành thời gian cho cậu con trai nhỏ Dalton, Hamilton chỉ có thể ngủ trung bình khoảng bốn giờ mỗi ngày. Hamilton mô tả trải nghiệm của bà là "cực kỳ khắc nghiệt" nhưng lại thích thú khi khoe vóc dáng mới của mình. Người chị gái song sinh của Hamilton, Leslie, cũng được mời tham gia vào các cảnh phim mà hai phiên bản của nhân vật Sarah xuất hiện cùng lúc trên màn ảnh.
Patrick, lúc bấy giờ đang sống trong chiếc xe hơi của mình, là một trong số những diễn viên ở cuối độ tuổi 20 được cân nhắc cho vai diễn T-1000. Cameron muốn tuyển một diễn viên có ngoại hình mảnh khảnh hệt như một sĩ quan cảnh sát còn non kinh nghiệm, nhằm tạo sự đối lập với vóc dáng đồ sộ của Schwarzenegger. Theo vị đạo diễn, "Nếu như series [T-800] là một chiếc xe tăng Panzer của loài người, thì series [T-1000] phải tương đương với một chiếc Porsche". Giám đốc tuyển chọn diễn viên Mali Finn tin rằng Patrick có "vẻ ngoài đầy cuốn hút" mà họ đang tìm kiếm. Trong buổi thử vai, Patrick đã hóa thân thành một kẻ săn mồi không chút cảm xúc rồi sau đó tham gia vào một bài kiểm tra hình ảnh nhằm đánh giá cách ánh sáng tác động lên làn da và đôi mắt của ông. Để nhập vai, ông đã lấy cảm hứng từ vai diễn của Schwarzenegger trong Kẻ hủy diệt và quan sát các loài động vật săn mồi như bò sát, côn trùng, mèo và cá mập. Biểu cảm khuôn mặt của Patrick được lấy cảm hứng từ đại bàng, với cách giữ đầu cúi xuống như thể luôn hướng về phía trước. Ông còn pha trộn tư thế quân sự với võ thuật nhằm thể hiện sự chuyển động linh hoạt, khác biệt so với những động tác cứng nhắc của T-800. Vai diễn này đòi hỏi Patrick phải thon gọn và nhanh nhẹn, yêu cầu phải duy trì thể lực tốt nhất. Ông đã tập chạy nước rút mà không thở dốc hay kiệt sức, cũng như được Gal đào tạo chuyên sâu. Chuyên gia vũ khí Harry Lu đã dạy Patrick cách vận hành và nạp đạn cho các loại vũ khí như khẩu súng lục Beretta 92FS của nhân vật T-1000 mà không cần nhìn, và cuối cùng là không cần chớp mắt. Ban đầu, ca sĩ Billy Idol được chọn cho vai này trước khi bị thương nặng ở chân trong một vụ tai nạn mô tô. Trong một bài phỏng vấn vào năm 2021, Cameron nói rằng Idol có một khiếu thẩm mỹ độc đáo nhưng khi nhìn lại, có lẽ ông sẽ không chọn giọng ca này. Ca sĩ Blackie Lawless của ban nhạc rock W.A.S.P. cũng được cân nhắc nhưng bị loại vì chiều cao quá khổ.
Giữa hàng trăm ứng viên tiềm năng khác, Furlong đã giành được vai diễn trong buổi thử vai cuối cùng của mình. Cameron cho rằng các ứng viên ban đầu cho vai John Connor hoặc đã quá quen thuộc với các phương tiện truyền thông khác hoặc xuất thân từ lĩnh vực quảng cáo, nơi họ được đào tạo để luôn tỏ ra vui vẻ và hoạt bát. Furlong không có kinh nghiệm diễn xuất và được Finn phát hiện tại tổ chức Boys & Girls Club ở Pasadena. Cameron mô tả Furlong có một "vẻ ngoài bất cần, sự thông minh, chỉ cần tìm cách khơi gợi nó ra". Anh được yêu cầu phải tham gia những khóa học diễn xuất, học tiếng Tây Ban Nha, có khả năng lái mô tô cũng như sửa chữa súng. Trong khi đó, Joe Morton tin rằng việc ông được chọn vào vai Miles Dyson là vì Cameron mong muốn một nhân vật thiểu số đóng vai trò then chốt trong việc thay đổi thế giới. Morton đã cố tình không tương tác nhiều với các diễn viên khác để mối quan hệ giữa họ trên màn ảnh trở nên xa cách một cách chân thực. Vai Dyson đã bị cắt giảm sau khi sự lựa chọn hàng đầu cho vai diễn này là Denzel Washington từ chối đảm nhận vì nó chủ yếu đòi hỏi ông phải thể hiện sự sợ hãi.

### Quay phim

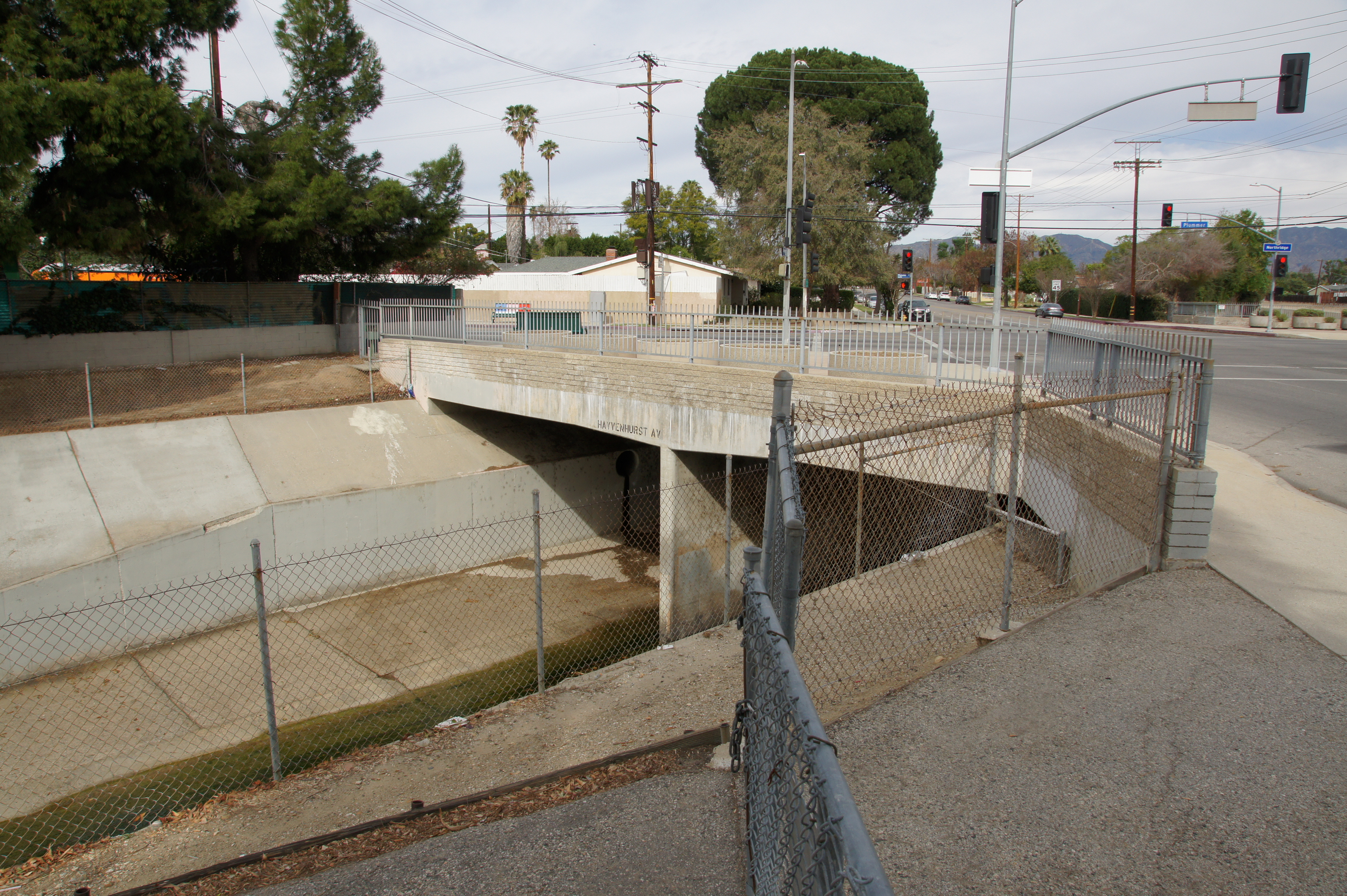
Giao lộ tại đập tràn Bull Creek, North Hills (ảnh chụp năm 2018), nơi mà T-1000 đã lao xe xuống kênh thoát lũ bên dưới.

Nhằm theo kịp tiến độ phát hành, giai đoạn tiền sản xuất dự kiến kéo dài ba tháng đã bị rút ngắn, khiến Cameron không có đủ thời gian mà ông mong muốn để hoàn tất mọi công đoạn trước khi bắt đầu bấm máy. Trong suốt hơn một tuần, ông đều dành vài giờ mỗi ngày để dàn dựng các cảnh quay xe cộ bằng cách sử dụng xe hơi và xe tải đồ chơi, ghi lại chúng rồi chuyển thành đoạn phim đưa cho các họa sĩ storyboard. Do không đủ thời gian để thử nghiệm các hiệu ứng thực tế trước khi ghi hình, nên nếu hiệu ứng không hoạt động như mong đợi thì ekip làm phim buộc phải tìm cách xoay sở. Bộ phim được bắt đầu khởi quay vào ngày 8–9 tháng 10 năm 1990 với ngân sách 60 triệu USD. Các cảnh quay được thực hiện không theo trình tự cốt truyện nhằm ưu tiên cho những phân đoạn cần nhiều hiệu ứng hình ảnh. Điều này khiến Schwarzenegger gặp không ít khó khăn vì ông cần phải thể hiện một cách tinh tế về quá trình phát triển nhân tính của T-800, đồng thời nam diễn viên cũng không chắc rằng điều gì là phù hợp với từng phân cảnh. Nhà quay phim Adam Greenberg, trước đây từng làm việc trong Kẻ hủy diệt, nhận định rằng quy mô "khủng bố" hơn của phần hậu truyện này chính là trở ngại lớn nhất mà ông phải đối mặt. Lúc trước Greenberg có thể hô hào chỉ đạo ekip của mình trong phần phim đầu, còn giờ đây ông phải sử dụng một trong 187 máy bộ đàm để điều phối công việc trên một khu vực rộng lớn.
Quá trình sản xuất phim diễn ra vô cùng gian nan và vất vả, một phần là do bản tính nóng nảy cùng thái độ "độc đoán" không chịu thỏa hiệp của Cameron. Đoàn làm phim đã sản xuất những chiếc áo phông với khẩu hiệu "Anh không thể làm tôi sợ hãi được đâu—Tôi làm việc cho Jim Cameron" (You can't scare me—I work for Jim Cameron). Schwarzenegger mô tả vị đạo diễn là một người hỗ trợ đầy nhiệt tình nhưng cũng rất "khó tính" với "nỗi ám ảnh dành cho việc chăm chút các chi tiết vật lý lẫn hình ảnh". Tuy nhiên, đến ngày quay thứ 101, cả Schwarzenegger và Hamilton đều cảm thấy mệt mỏi vì số lần quay đi quay lại quá nhiều của Cameron, khi ông dành đến năm ngày chỉ để quay cảnh cận mặt Hamilton trong nhà Dyson. Để theo kịp tiến độ, Cameron đã làm việc cả ngày Giáng Sinh và thuyết phục Schwarzenegger hủy chuyến thăm quân nhân Mỹ ở Ả Rập Xê Út cùng với Tổng thống George H. W. Bush để thực hiện cảnh quay của mình.

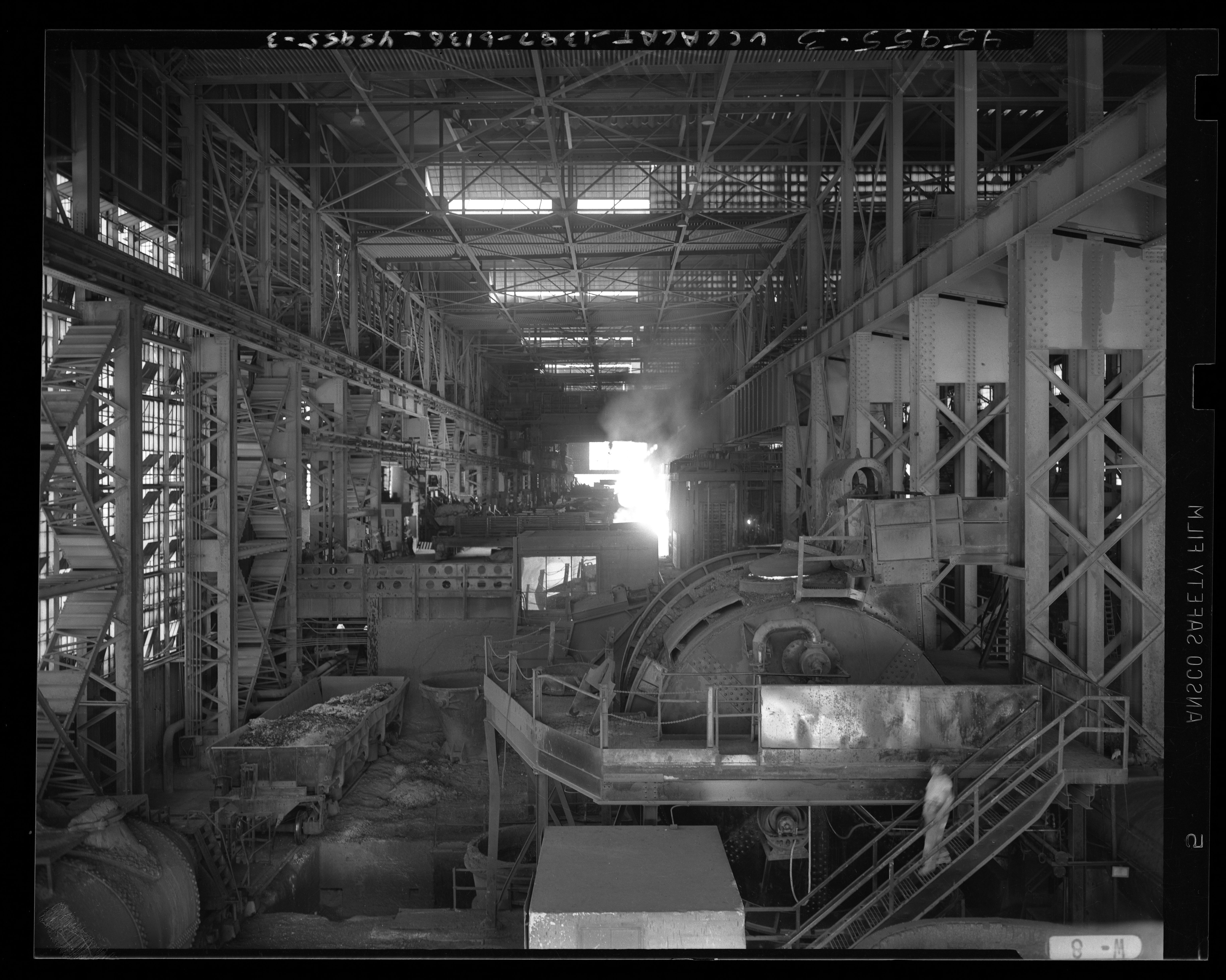
Bên trong nhà máy thép Kaiser ở Fontana, California (k. 1949), được chọn làm địa điểm quay cảnh kết của bộ phim.

Việc ghi hình được diễn ra ở nhiều nơi khác nhau trong và xung quanh Los Angeles. Quán bar Corral ở Sylmar, nay đã bị phá hủy, là bối cảnh cho cuộc đối đầu giữa T-800 và một nhóm biker. Người quản lý địa điểm quay phim Jim Morris đã chọn Corral vì quán được xây dựng cao hơn mặt đất, tạo điều kiện để cảnh quay được diễn ra ở nhiều mức độ khác nhau. Vụ cảnh sát đánh đập Rodney King vào năm 1991 xảy ra ngay tại địa điểm này chỉ một tuần sau khi ghi hình và được ghi lại trên cùng cuốn băng video mà một khán giả đã dùng để quay phân cảnh ở quán bar dành cho biker. Có lần, một người phụ nữ không hay biết gì về việc quay phim đã bước vào quán bar giữa lúc mọi người đang ghi hình. Khi cô hỏi Schwarzenegger, lúc bấy giờ chỉ mặc một chiếc quần đùi, đang diễn ra chuyện gì, ông bèn trả lời rằng: "Đây là đêm diễn của các nam vũ công thoát y". Ban điều hành đề nghị cắt cảnh này để tiết kiệm chi phí nhưng Cameron và Schwarzenegger đã từ chối.
Cảnh T-1000 dịch chuyển đến năm 1995 được quay tại cầu Sixth Street Viaduct, còn cảnh John hack máy ATM được quay tại một ngân hàng ở Van Nuys. Nơi ở của cha mẹ nuôi John tọa lạc ở khu Canoga Park, được lựa chọn vì vẻ ngoài phổ thông của nó. Cảnh các Kẻ hủy diệt chạm trán với John được quay bên trong trung tâm mua sắm Santa Monica Place, trong khi các phân đoạn ngoại cảnh được thực hiện tại Trung tâm Thời trang Northridge do lưu lượng giao thông ở đây thấp hơn. Trong cảnh tiếp theo, nhờ được huấn luyện bài bản nên Patrick có thể chạy nhanh hơn John đang lái chiếc môtô địa hình của mình, do đó tốc độ tối đa của chiếc xe đã được tăng lên. T-1000 tiếp tục truy đuổi bằng một chiếc xe tải, trong một cảnh được quay tại đập tràn Bull Creek. Những địa điểm khác bao gồm bệnh viện Lake View Terrace đóng vai trò là Bệnh viện bang Pescadero còn Bảo tàng Ô tô Petersen được sử dụng làm gara đỗ xe của bệnh viện này. Trong một buổi phỏng vấn vào năm 2012, Hamilton cho biết bà bị mất một phần thính lực vĩnh viễn do không đeo nút tai chống ồn trong cảnh quay ở thang máy bệnh viện, khi T-800 nổ súng, cũng như bị sốc vỏ đạn (shell shock) sau nhiều tháng tiếp xúc với bạo lực, tiếng ồn và tiếng súng. Elysian Park được chọn làm bối cảnh cho giấc mơ tận thế của Sarah và các cảnh quay tại nhà Dyson được thực hiện tại một bất động sản tư nhân ở Malibu. Cảnh phá hủy Tòa nhà Cyberdyne được quay tại văn phòng bỏ hoang ở San Jose, nơi vốn đã được lên kế hoạch phá dỡ. Nhằm tăng thêm tính chân thực, các thành viên thật sự của đội SWAT trực thuộc Sở Cảnh sát Los Angeles đã được mời tham gia đóng cảnh này, tuy nhiên Cameron đã trau chuốt thêm cho những chiến thuật của họ để nó trở nên hấp dẫn hơn về mặt hình ảnh. Trong một quyết định bất chợt khi quay cảnh Morton chết, Cameron đã quyết định kích nổ một lượng kính ở gần đấy để đánh giá tác động hình ảnh của nó.
Cảnh rượt đuổi trên đường cao tốc ở cuối phim được quay dọc theo Đường cao tốc Terminal Island gần Long Beach, trong đó một đoạn đường dài 2,5 dặm (4,0 km) đã bị cấm lưu thông vào ban đêm trong suốt hai tuần. Những phân đoạn lấy bối cảnh trong trận chiến tương lai vào năm 2029 được quay tại đống đổ nát của một nhà máy thép bỏ hoang ở Oxnard, California trên một khu vực rộng nửa dặm vuông (1,3 km2) được tô điểm thêm những chiếc xe đạp và ô tô bị cháy từ vụ hỏa hoạn năm 1989 ở Universal Studios Lot. Cảnh kết của Kẻ hủy diệt 2 được ghi hình tại nhà máy thép Kaiser đã ngừng hoạt động ở Fontana, Greenberg đã làm cho nơi này trông như vẫn đang hoạt động chủ yếu nhờ vào kỹ thuật chiếu sáng. Mặc dù nhìn có vẻ như đang luyện thép, trên thực tế nhà máy rất lạnh lẽo và nguy hiểm do máy móc vận hành và có nhiều giàn giáo cao chót vót. Cử chỉ giơ ngón cái của T-800 trước khi chết được thêm vào khi đang quay phim (Hamilton cho rằng nó quá sến sẩm). Việc ghi hình cho bộ phim kéo dài 6 tháng và sau đó chính thức đóng máy vào ngày 28 tháng 3 năm 1991, chậm khoảng 3 tuần so với tiến độ.

### Hậu kỳ
Kẻ hủy diệt 2 được Conrad Buff IV, Richard A. Harris và Mark Goldblatt dựng phim, những người họ cho biết rằng mặc dù có nhiều thời gian để dựng phim hơn so với Kẻ hủy diệt, song nó vẫn tương đối hạn hẹp khi xét đến quy mô "khủng bố" hơn của phần tiếp theo. Họ nhấn mạnh sự phức tạp của các cảnh như trận chiến cuối cùng giữa những Kẻ huỷ diệt, đòi hỏi phải có sự kết hợp mượt mà giữa cảnh quay người thật, cảnh quay hiệu ứng thực tế và công nghệ mô phỏng hình ảnh bằng máy tính (CGI). Rút kinh nghiệm từ việc phải gấp rút dựng phim cho The Abyss vào phút chót, Cameron đã giới hạn lịch quay của Kẻ hủy diệt 2 xuống còn 5 ngày một tuần, nhờ vậy ông có thể tham gia dựng phim vào cuối tuần ngay từ khi bắt đầu quá trình ghi hình.
Để rút ngắn thời lượng phim, một số cảnh quay đã bị cắt bỏ. Trong số này có cảnh Kyle Reese xuất hiện trong giấc mơ của Sarah và động viên bà không ngừng chiến đấu, cảnh Sarah bị đánh đập trong bệnh viện, cảnh T-1000 sát hại chó của John (một cảnh mà Patrick, người yêu động vật, không hề ưa thích), cảnh John dạy T-800 cách mỉm cười và bàn luận về việc liệu ông có sợ chết hay không, cảnh T-1000 gặp trục trặc sau khi bị đóng băng trong nhà máy thép, cùng với những phân đoạn khác liên quan đến gia đình Dyson. Schwarzenegger đã không thành công trong việc giữ lại cảnh quay ưa thích của mình, đó là khi John và Sarah chỉnh sửa CPU của T-800 để giúp ông có khả năng học hỏi và phát triển. Lúc ấy, Sarah quyết định phá hủy CPU nhưng con trai bà lại bảo vệ T-800. Phân cảnh này được thay thế bằng đoạn đối thoại cho thấy T-800 vốn đã có sẵn khả năng học hỏi. Cảnh kết theo kịch bản ban đầu mô tả một tương lai khác của năm 2029, được ghi hình tại Vườn thực vật Los Angeles ở Arcadia, trong đó Sarah lúc già kể về việc Skynet không bao giờ được tạo ra, còn John, giờ là một Thượng nghị sĩ Hoa Kỳ, đang chơi đùa với con gái của mình tại sân chơi ở Washington, D.C.. Để tăng tính cảm xúc và để lại dấu ấn mạnh mẽ hơn trong lòng khán giả, Cameron đã thay đổi cảnh trên thành cảnh các nhân vật đứng nhìn về con đường phía trước.
Quá trình sản xuất kéo dài đến khoảng 2 ngày trước khi bộ phim ra rạp. Sự chậm trễ chủ yếu là do việc kết xuất các cảnh quay tại Consolidated Film Industries, trong đó phân cảnh T-1000 chết là khó khăn nhất. Đồng sản xuất Stephanie Austin cho biết đoàn làm phim đã làm việc liên tục 24 giờ mỗi ngày và ngủ lại ngay tại phim trường. Bản phim (release print) được giao cho các rạp phim vào đêm trước ngày phát hành. Có hai buổi chiếu thử riêng tư trước khi ra mắt chính thức: một buổi dành cho gia đình, bạn bè và đoàn làm phim tại Skywalker Ranch, còn một buổi khác thì tổ chức ở Los Angeles dành cho các giám đốc hãng phim. Austin cho biết "Mọi người đã vỗ tay và dậm chân trong khoảng 10 hoặc 15 phút", lúc đó đoàn làm phim mới biết họ đã thành công. Trong những buổi chiếu thử, cảnh kết tác phẩm đã nhận về những lời tán dương nồng nhiệt và người ta mô tả đây là cảnh quay được yêu thích "động lòng người".
Chi phí ước tính tối thiểu để sản xuất Kẻ hủy diệt 2 là 60 triệu USD, vượt xa ngân sách của phần phim đầu tiên. Cameron và Schwarzenegger cho biết tổng ngân sách cuối cùng, không bao gồm chi phí tiếp thị, là khoảng 70 triệu USD, còn chi phí làm phim là khoảng 51 triệu USD. Theo các giám đốc điều hành của Carolco là Peter Hoffman và Roger Smith, tác phẩm tiêu tốn 75 triệu USD trước khi tính đến chi phí tiếp thị, nói rằng Kẻ hủy diệt 2 chỉ vượt ngân sách một cách "khiêm tốn". Khi tính cả chi phí tiếp thị và các khoản phí khác, tổng ngân sách của bộ phim được báo cáo là từ 94 triệu đến 102 triệu USD. Kassar cho biết ông đã đảm bảo được 110% ngân sách thông qua những khoản tiền tạm ứng và bảo lãnh trị giá 91 triệu USD, bao gồm quyền phát sóng trên truyền hình Bắc Mỹ (7 triệu USD) và bản quyền phát hành video tại gia (10 triệu USD), cũng như 61 triệu USD từ quyền chiếu rạp, video tại gia và truyền hình bên ngoài Hoa Kỳ. Thỏa thuận phân phối với TriStar Pictures mang về cho hãng một tỷ lệ phần trăm nhất định trên tổng ngân sách—ước tính là 4 triệu USD. Các nguồn tin đánh giá Kẻ hủy diệt 2 là bộ phim độc lập đắt đỏ nhất từ trước tới nay và dự đoán phim sẽ "khiến Carolco phá sản".

### Hiệu ứng đặc biệt và thiết kế
Đoàn làm phim đã dành ra hơn 10 tháng và khoảng 15–17 triệu USD ngân sách để thực hiện khâu hiệu ứng đặc biệt, trong đó 5 triệu USD chỉ dành riêng cho T-1000 và thêm 1 triệu USD cho các pha nguy hiểm, qua đó trở thành một trong những khoản chi đắt đỏ nhất dành riêng cho phần hành động mạo hiểm vào thời điểm bấy giờ. Bốn công ty chính đã tham gia vào công đoạn tạo ra 150 hiệu ứng hình ảnh. ILM dưới sự giám sát của chuyên gia hiệu ứng đặc biệt Dennis Muren đã quản lý các hiệu ứng CGI, Stan Winston Studio chịu trách nhiệm về phần bộ phận giả (prosthetic) và kỹ xảo cơ khí (animatronic), Fantasy II Film Effects phát triển các mô hình thu nhỏ và hiệu ứng quang học, còn 4-Ward Productions thì đảm nhiệm việc tạo ra hiệu ứng vụ nổ hạt nhân. Ngoài ra, hai công ty là Pacific Data Images và Video Image cũng cung cấp thêm một số hiệu ứng khác. Do chi phí và thời gian cần thiết để sản xuất CGI nên hiệu ứng này được sử dụng một cách tiết kiệm, chỉ xuất hiện trong 42–43 cảnh, cùng với 50–60 hiệu ứng thực tế khác.
Do được sản xuất vào giai đoạn bình minh của CGI, việc tạo hình nhân vật T-1000 là một canh bạc bởi vì không hề có kế hoạch dự phòng nào được đưa ra nếu CGI không hoạt động như mong đợi hoặc không thể kết hợp hiệu quả với các hiệu ứng thực tế do Winston thực hiện. Chỉ riêng hệ thống máy tính cần thiết để tạo hoạt ảnh và kết xuất CGI cho T-1000 đã tiêu tốn đến hàng nghìn USD, song quá trình tạo nên nhân vật này còn phụ thuộc vào nhiều thiết bị thực tế, hiệu ứng ảo giác và kỹ thuật quay phim đặc biệt khác. Một nhóm lên đến 35 người tại ILM đã được huy động cho phân cảnh 5 phút có hiệu ứng đặc biệt của T-1000. Quá trình phức tạp đến nỗi việc kết xuất 15 giây cảnh phim có thể kéo dài tới 10 ngày.

### Âm nhạc
Nhà soạn nhạc của Kẻ hủy diệt là Brad Fiedel đã quay trở lại thực hiện phần phim tiếp theo, ông làm việc ngay trong gara nhà mình tại Studio City, Los Angeles. Sự tái xuất của Fiedel đã khiến nhiều chuyên gia trong ngành công nghiệp điện ảnh lo ngại và hoài nghi bởi vì họ tin rằng phong cách của nhà soạn nhạc này sẽ không phù hợp với bộ phim. Fiedel sớm nhận ra rằng ông sẽ không nhận được đoạn phim hoàn chỉnh cho đến giai đoạn cuối của quá trình sản xuất, sau khi đa số các hiệu ứng đã được hoàn thành, điều này khiến việc đưa ra các quyết định như sử dụng dàn nhạc giao hưởng gặp khó khăn, bởi khác với nhạc ambient, nhạc phim cần phải đi cùng với những hành động trên màn ảnh. Fiedel và Cameron muốn tông nhạc mang tính "ấm áp hơn" do nó tập trung vào một Kẻ huỷ diệt cao thượng hơn và John khi còn trẻ. Fiedel đã thử nghiệm nhiều âm thanh và chia sẻ với Cameron để lấy ý kiến phản hồi.
Khác với nhạc phim của Kẻ hủy diệt chủ yếu sử dụng các bộ dao động và synthesizer, thì trong phần hậu truyện này Fiedel đã thu âm những nhạc cụ thật sự và biến đổi âm thanh của chúng. Ông đã phát triển một thư viện âm thanh dành cho từng nhân vật chẳng hạn như T-1000, đoạn nhạc chủ đề của nhân vật này được tạo ra bằng việc lấy sample của các nghệ sĩ kèn đồng trong lúc họ đang khởi động và ứng tấu. Fiedel nói với những nghệ sĩ rằng "Các bạn giống như một bệnh viện tâm thần. Các bạn là một sự hỗn loạn của các nhạc cụ." Ông đã làm chậm sample thu được và hạ thấp âm vực xuống, mô tả nó như là "những nhà tu hành trí tuệ nhân tạo đang cầu nguyện". Cameron cho rằng âm thanh "không đồng điệu" này là "quá tiên tiến", Fiedel đã đáp lại rằng, "anh đang tạo ra thứ mà mọi người chưa từng thấy trước đây và [nhạc phim] cũng nên mang lại cảm giác như thứ mà chưa ai từng nghe trước đây để hỗ trợ cho điều đó".
Tri-Star đã yêu cầu Schwarzenegger sản xuất một video âm nhạc và bài hát chủ đề cho phim. Ông quyết định hợp tác với ban nhạc rock Guns N' Roses vì họ đang rất nổi tiếng và có sự liên hệ mật thiết với hình ảnh "bông hồng và những khẩu súng đẫm máu trong phim". Ban nhạc đã chọn sử dụng "You Could Be Mine", đĩa đơn đầu tiên trích từ album Use Your Illusion II (1991) của họ. Video âm nhạc có sự góp mặt của Schwarzenegger trong vai T-800 đang đuổi theo ban nhạc, do Stan Winston, Andrew Morahan và Jeffrey Abelson làm đạo diễn. Patrick đã không thành công trong việc vận động sử dụng "Head Like a Hole" của Nine Inch Nails làm bài hát chủ đề cho tác phẩm, một phần vì em trai ông, Richard Patrick, là tay guitar lưu diễn của ban nhạc. Wisher đã đề xuất sử dụng ca khúc "Bad to the Bone" của George Thorogood & the Destroyers cho cảnh T-800 khoác lên mình trang phục biker. Mặc dù Cameron không thích ý tưởng đó, Wisher sau này nhận ra Cameron đã sử dụng bài hát này nhưng lại quên mất rằng nó xuất phát từ ý tưởng của ông. Ngoài ra, ca khúc "Guitars, Cadillacs" của Dwight Yoakam cũng xuất hiện trong Kẻ hủy diệt 2.

## Phát hành

### Bối cảnh
Mùa phim hè kéo dài từ giữa tháng 5 đến đầu tháng 9, được dự đoán sẽ chứng kiến sự cạnh tranh gay gắt giữa những hãng phim. Có tới 55 bộ phim được lên kế hoạch phát hành trong năm 1991 so với 37 bộ phim vào năm 1990. Ngày công chiếu liên tục thay đổi khi các hãng phim cố gắng tránh cạnh tranh trực tiếp và tối ưu hóa cơ hội thành công cho bộ phim của mình để bù đắp cho việc chi phí sản xuất phim tăng 20% kể từ năm 1990. Sự gia tăng này một phần được cho là vì các ngôi sao đòi hỏi mức lương cao ngất ngưởng, kèm theo một phần lợi nhuận từ tác phẩm. Hơn nữa, doanh thu từ việc bán vé, bán đĩa và thỏa thuận với các đài truyền hình đều đang suy giảm. Các bộ phim được lên kế hoạch phát hành bao gồm City Slickers, The Naked Gun 2½: The Smell of Fear, Only the Lonely, Hudson Hawk, The Rocketeer, What About Bob? và Point Break. Kẻ hủy diệt 2 là một trong số những phim được kỳ vọng sẽ thành công cùng với Backdraft, Dying Young và bộ phim được dự đoán sẽ đứng đầu doanh thu phòng vé năm đó Robin Hood: Prince of Thieves. Đây cũng được dự báo là sẽ có sức hút mạnh mẽ trên thị trường quốc tế. Một giám đốc điều hành hãng phim giấu tên cho biết khán giả đang tìm kiếm những bộ phim giải trí nhằm thoát ly khỏi thực tại như phim hài, phim hành động, đồng thời tránh xa các bộ phim có chủ đề tiêu cực.

### Tiếp thị và quảng bá
Schwarzenegger đã tham gia vào chiến dịch tiếp thị và bán hàng của Kẻ hủy diệt 2, ước tính có giá trị ít nhất 20 triệu USD. Đến năm 1991, việc quảng bá cho Kẻ hủy diệt 2 đã trở nên vô cùng phổ biến, thu hút sự chú ý lớn từ khán giả và mặc dù bộ phim được xếp loại R của Hoa Kỳ (cấm khán giả dưới 17 tuổi xem nếu không có người lớn đi cùng), nhưng các hàng hóa được tiếp thị chủ yếu nhắm vào trẻ em. TriStar đã đầu tư khoảng 20 triệu USD cho hoạt động tiếp thị, bao gồm một đoạn trailer trị giá 150.000 USD do Winston làm đạo diễn, mô tả quá trình lắp ráp một T-800. Các đoạn trailer được chiếu liên tục trong sáu tháng trước khi phim ra mắt. TriStar còn khuyến khích nhân viên rạp phim thường xuyên chiếu đoạn trailer bằng cách tặng cơ hội trúng thưởng các sản phẩm mang thương hiệu Kẻ hủy diệt 2 và vé dự buổi công chiếu phim. Những chuỗi nhà hàng thức ăn nhanh và nhà sản xuất nước giải khát như Subway và Pepsi cũng cho ra đời các món ăn và đồ uống lấy cảm hứng từ Kẻ hủy diệt 2, kèm theo áp phích quảng cáo.
Buổi công chiếu được tổ chức vào ngày 1 tháng 7 năm 1991 tại Cineplex Odeon ở Century City, Los Angeles. Theo Fiedel, đây được coi như một sự kiện long trọng, trái ngược hẳn với buổi công chiếu của phần phim đầu tiên, khi đó khán giả tỏ ra hoài nghi hoặc cười không đúng chỗ. Các ngôi sao có mặt trong sự kiện bao gồm Maria Shriver, Nicolas Cage, Sylvester Stallone, Sharon Stone, Michael Douglas và bạn gái của Furlong là Soleil Moon Frye.

### Doanh thu phòng vé
Kẻ hủy diệt 2: Ngày phán xét được khởi chiếu tại Mỹ và Canada vào ngày 3 tháng 7, ngay trước kỳ nghỉ lễ Độc Lập. Bộ phim đã thiết lập kỷ lục về doanh thu mở màn cao nhất vào thứ Tư với 11,8 triệu USD. Từ thứ Sáu đến Chủ Nhật, phim thu về 31.8 triệu USD tại 2,274 rạp chiếu, với mức trung bình 13,969 USD mỗi rạp, trở thành tác phẩm dẫn đầu doanh thu cuối tuần đó, đồng thời vượt qua The Naked Gun 2½ (11,6 triệu USD) trong tuần thứ hai công chiếu và Robin Hood: Prince of Thieves (10,3 triệu USD) trong tuần thứ tư khởi chiếu. Trong 5 ngày nghỉ lễ (từ thứ Tư đến Chủ Nhật), Kẻ hủy diệt 2 thu về 52,3 triệu USD, trở thành bộ phim có doanh thu 5 ngày mở màn cao thứ hai mọi thời đại, chỉ xếp sau 57 triệu USD của Batman vào năm 1989, tác phẩm lập kỷ lục về doanh thu mở màn của một bộ phim thuộc loại R và được ra mắt vào nghỉ lễ Độc lập. Khán giả trong tuần mở màn phân bổ đều giữa người lớn, thanh thiếu niên và trẻ em, trong đó khoảng 25–30% là phụ nữ, còn theo TriStar thì con số này thực tế cao hơn. Bộ phim được hưởng lợi từ việc các khán giả trẻ tuổi xem đi xem lại nhiều lần. Một giám đốc chuỗi rạp phim bày tỏ: "... không có bộ phim nào kể từ Batman đã tạo ra cơn sốt vé như chúng tôi đã chứng kiến vào cuối tuần này với Kẻ hủy diệt. Hầu như tất cả các chi nhánh của chúng tôi đều bán hết vé ... tiếng lành đồn xa thực sự rất tuyệt vời". Chuyên gia điện ảnh Lawrence Kasanoff cho biết đó là một "bí mật công khai" rằng mặc dù được xếp loại R, trẻ em vẫn được xem phim, ông nhận xét: "Khi T2 ra mắt, tôi đã thấy những đứa trẻ trượt ván đến để mua vé ..."
Bộ phim vẫn giữ vững vị trí số một trong tuần thứ hai công chiếu với doanh thu 20,7 triệu USD, vượt xa so với các bộ phim mới ra rạp như Một trăm linh một chú chó đốm (10,3 triệu USD) và Boyz n the Hood (10 triệu USD), trong tuần thứ ba với 14,9 triệu USD, vượt qua Bill & Ted's Bogus Journey (10,2 triệu USD) và Một trăm linh một chú chó đốm (7,8 triệu USD). Kẻ hủy diệt 2: Ngày phán xét đã tụt xuống vị trí thứ hai trong tuần thứ năm công chiếu, với doanh thu 8,6 triệu USD trong khi bộ phim hài mới ra mắt Hot Shots! đạt 10,8 triệu USD. Phim vẫn nằm trong top 5 tác phẩm ăn khách nhất trong 12 tuần liên tiếp và top 10 tác phẩm ăn khách nhất trong 15 tuần. Tổng cộng, Kẻ hủy diệt 2: Ngày phán xét có khoảng 26 tuần chiếu ở 2.495 rạp và thu về 204,8 triệu USD, trở thành bộ phim có doanh thu cao nhất trong năm ấy, vượt qua Robin Hood: Prince of Thieves (165 triệu USD), Người đẹp và quái vật (145 triệu USD) và Sự im lặng của bầy cừu (130 triệu USD). Điều này cũng biến đây trở thành phim có doanh thu cao thứ 13 vào thời điểm đó, chỉ sau Trở lại tương lai (1985) và là phim được xếp loại R có doanh thu cao nhất. Los Angeles Times ước tính rằng sau khi trừ đi các khoản chi phí cho rạp phim và nhà phân phối, doanh thu phòng vé trở về túi Carolco sẽ chiếm hơn 20% tổng chi phí sản xuất phim.
Ở bên ngoài thị trường Mỹ và Canada, Kẻ hủy diệt 2: Ngày phán xét xác lập nên hàng loạt kỷ lục phòng vé. Tại Vương quốc Anh, bộ phim đạt được kỷ lục doanh thu trong 3 ngày cuối tuần mở màn với 4,4 triệu USD (và kỷ lục doanh thu tuần đầu là 7,8 triệu USD), sau cùng đã thu về ít nhất 30 triệu USD. Tại Pháp, bộ phim thu về kỷ lục 9,5 triệu USD trong tuần công chiếu đầu tiên (cao nhất kể từ Rocky IV) và 16 triệu USD trong 2 tuần. Ở Đức, phim thu về khoảng 8 triệu USD trong 5 ngày đồng thời cũng lập kỷ lục cuối tuần mở màn tại Úc với 1,9 triệu USD. Tại Thái Lan, đây là bộ phim Tây bán cầu có doanh thu cao nhất với 1,2 triệu USD. Tác phẩm còn thành công lớn ở Brazil và thu về ít nhất 51 triệu USD tại Nhật Bản. Trên phạm vi quốc tế, bộ phim thu về khoảng 312,1 triệu USD, trở thành tác phẩm điện ảnh đầu tiên vượt mốc 300 triệu USD ngoài thị trường Mỹ và Canada. Kẻ hủy diệt 2: Ngày phán xét ước tính đã mang về tổng doanh thu toàn cầu khoảng 519–520,9 triệu USD trở thành bộ phim có doanh thu cao nhất trong năm nó phát hành, đồng thời là phim có doanh thu cao thứ 3 mọi thời đại tính đến thời điểm đó, chỉ đứng sau Star Wars (1977) với 530 triệu USD và E.T. Sinh vật ngoài hành tinh (1982) với 619 triệu USD.

## Đón nhận

### Đánh giá chuyên môn
Kẻ hủy diệt 2: Ngày phán xét đã được đón nhận nồng nhiệt. Nhiều bài đánh giá khen ngợi các hiệu ứng hình ảnh vật lý, đặc biệt và hóa trang cực kỳ tân tiến của phim là "mang tính cách mạng" và "đột phá", trong đó hiệu ứng liên quan đến nhân vật T-1000 được xem như một "kỳ quan công nghệ". Một số ấn phẩm cho rằng khả năng thực hiện những bộ phim hành động bom tấn điện ảnh của Cameron là không ai sánh bằng. Theo Janet Maslin, ở trình độ đỉnh cao, bất chấp vài khoảnh khắc hơi thái quá về mặt cảm xúc, các tác phẩm của Cameron có thể được so sánh với Stanley Kubrick. Cả Maslin và The Austin Chronicle đều bình luận về sự tử tế và lòng trắc ẩn trong tác phẩm. The Austin Chronicle đã đối chiếu điều này với sự thiếu vắng thông điệp đạo đức trong Kẻ hủy diệt, còn Travers mô tả đây như một "câu chuyện ngụ ngôn có tầm nhìn xa" nhưng họ, cùng với những người khác, lại chỉ trích thông điệp "rối rắm" của Kẻ hủy diệt 2 về bảo vệ giá trị cuộc sống con người và hòa bình bằng cách sử dụng bạo lực cực đoan nhằm ngăn chặn việc sử dụng vũ khí hạt nhân, chiến tranh và sự phụ thuộc quá mức vào công nghệ.
Các nhà phê bình nhất trí rằng cốt truyện đầu phim liền mạch hơn so với phần kết. Owen Gleiberman nói rằng giờ đầu tiên của phim mang lại một sự "lôi cuốn cảm xúc" thực sự và Roger Ebert cho rằng ý tưởng về một cậu bé tìm thấy người cha trong hình hài một Kẻ hủy diệt đang học cách làm người là "thú vị", tuy nhiên Gleiberman cho rằng cốt truyện trở nên kém hấp dẫn đi khi nhân vật của Hamilton gia nhập vào nhóm. Travers và Corliss chỉ trích rằng phim mất đi sự chắc chắn sau hàng giờ hành động liên tục không ngừng nghỉ và một "cái kết không mấy đặc sắc". Dù vậy, Gleiberman vẫn dành lời khen cho trận chiến cuối cùng giữa T-1000 và dàn nhân vật chính. Bài đánh giá của Empire và Terrence Rafferty đánh giá cốt truyện của phim kém thuyết phục và thiếu ý tưởng hơn so với Kẻ hủy diệt. Gleiberman nói rằng mặc dù đó là một tác phẩm giật gân hiệu quả và dí dỏm, Kẻ hủy diệt 2: Ngày phán xét lại được nhìn nhận như một bộ phim hạng B đắt tiền khi so sánh với các "kiệt tác điện ảnh có tầm nhìn xa" như loạt phim Mad Max và RoboCop (1987). Kenneth Turan cho rằng các cảnh hành động trong Kẻ hủy diệt 2 thành công mà không cần đến bạo lực cực đoan và máu me quá đà như ở RoboCop.
Ebert, Maslin và nhiều người khác đánh giá cao việc bộ phim thay đổi hình tượng người hùng hành động mà công chúng thường thấy ở Schwarzenegger bằng cách biến ông thành một anh hùng không tiêu diệt kẻ thù của mình. David Ansen và Glieberman thấy buồn cười trong cách thức không gây chết người và nỗ lực để trở nên giống con người hơn của T-800. Cả Maslin và Hinson đều đồng tình rằng, giống như trong Kẻ hủy diệt, vai diễn này rất phù hợp với khả năng diễn xuất của Schwarzenegger. Hinson cho biết Schwarzenegger đã thể hiện nhiều yếu tố nhân tính khi vào vai máy móc hơn so với khi vào vai con người bình thường. Ngược lại, Empire cho rằng sự thay đổi này là một hành động nhượng bộ đối với những fan trẻ tuổi của tài tử sinh năm 1947 và Peter Travers chọn phân cảnh T-800 chết là một cảnh "lố bịch", không phù hợp với diễn viên và bộ phim.
Một số nhà phê bình đã khen ngợi nhân vật T-1000 vì sự kết hợp giữa lối diễn xuất "lạnh lùng", vô cảm của Patrick và các hiệu ứng đặc biệt tiên tiến, qua đó tạo nên một nhân vật phản diện không thể ngăn cản, "làm choáng ngợp" khán giả. Empire gọi đây là "một trong những quái vật vĩ đại của điện ảnh". Gleiberman cho rằng sự vắng mặt của ác nhân này trong phần lớn hồi hai của tác phẩm là điểm trừ, Hinson viết rằng sự thiếu vắng "linh hồn" khiến khán giả khó có thể đồng cảm với T-1000. Các nhà phê bình đều đồng ý rằng Hamilton đảm nhận thành công vai trò nữ anh hùng "mạnh mẽ" với vóc dáng ấn tượng, giúp bà nổi bật hơn cả nhân vật anh hùng hành động Ellen Ripley do Sigourney Weaver thủ vai trong Aliens (1986) cũng của đạo diễn người Canada. Một số ấn phẩm khác cho rằng các cảnh diễn giải về hòa bình của Sarah Connor là quá "nặng nề", bị lạm dụng và "vô tình gây cười". Furlong được ca ngợi vì đã thể hiện một cách tự nhiên bất chấp độ tuổi còn rất trẻ, và Hinson đã viết rằng Morton vẫn để lại dấu ấn mặc dù thời lượng xuất hiện không nhiều. Theo kết quả khảo sát của CinemaScore, khán giả đã chấm bộ phim này ở mức điểm trung bình "A+" trên thang điểm từ A+ đến F.

### Giải thưởng
Tại giải Sao Thổ năm 1992, Kẻ hủy diệt 2: Ngày phán xét đã giành giải Phim khoa học viễn tưởng hay nhất, Đạo diễn xuất sắc nhất (Cameron), Nữ diễn viên chính xuất sắc nhất (Hamilton), Diễn viên trẻ xuất sắc nhất (Furlong), Hiệu ứng đặc biệt xuất sắc nhất, cũng như đề cử Nam diễn viên chính xuất sắc nhất (Schwarzenegger). Tác phẩm còn nhận được giải Phim được yêu thích nhất tại giải Sự lựa chọn của Công chúng lần thứ 18. Tại giải BAFTA lần thứ 45, Kẻ hủy diệt 2 thắng giải Âm thanh xuất sắc nhất (Lee Orloff, Tom Johnson, Gary Rydstrom, Gary Summers) và Kỹ xảo đặc biệt xuất sắc nhất (Stan Winston, Dennis Muren, Gene Warren Jr., Robert Skotak), cũng như đề cử Chỉ đạo nghệ thuật xuất sắc nhất (Joseph Nemec III).
Tại giải Oscar lần thứ 64, Kẻ hủy diệt 2 được xướng tên ở 4 hạng mục: Hóa trang xuất sắc nhất (Winston và Jeff Dawn), Âm thanh xuất sắc nhất (Orloff, Johnson, Rydstrom và Summers), Biên tập âm thanh xuất sắc nhất (Rydstrom và Gloria S. Borders), Hiệu ứng hình ảnh xuất sắc nhất (Muren, Winston, Warren Jr. và Skotak); cũng như đề cử cho Quay phim xuất sắc nhất (Adam Greenberg) và Dựng phim xuất sắc nhất (Conrad Buff, Mark Goldblatt và Richard A. Harris). Đây là tác phẩm đầu tiên giành giải Oscar trong khi phần phim trước đó chưa từng được đề cử. Ngoài ra, Kẻ hủy diệt 2 còn nhận được sáu giải thưởng tại giải Điện ảnh và Truyền hình của MTV năm 1992, bao gồm Phim hay nhất, Cảnh hành động hay nhất ("Cảnh Xa lộ L.A."), Nam diễn viên mới xuất sắc nhất (Furlong), Nữ diễn viên chính xuất sắc nhất (Hamilton), Nam diễn viên chính xuất sắc nhất (Schwarzenegger), đồng thời được đề cử cho Bài hát trong phim xuất sắc nhất ("You Could Be Mine"), Nhân vật phản diện xuất sắc nhất (Patrick) và Nữ diễn viên quyến rũ nhất (Hamilton), phim cũng đoạt giải Hugo cho Tác phẩm Chính kịch hóa xuất sắc nhất (Cameron và Wisher).

## Hậu phát hành

### Hệ quả
Kẻ hủy diệt 2: Ngày phán xét đóng vai trò không chỉ là bệ phóng cho sự nghiệp của dàn diễn viên chính mà còn giúp nâng tầm danh tiếng của họ. Theo ý kiến từ các chuyên gia trong ngành công nghiệp điện ảnh, Schwarzenegger đã trở thành ngôi sao quốc tế hàng đầu, vượt xa những tên tuổi đình đám như Mel Gibson và Tom Cruise. Bộ phim cũng đánh dấu sự khởi đầu của tình bạn lâu dài giữa Schwarzenegger và Cameron, khi họ cùng nhau thành lập "câu lạc bộ mô tô khủng hoảng tuổi trung niên" và tái hợp trong bộ phim hành động Lời nói dối chân thật (1994). Cameron và Hamilton đã bắt đầu mối quan hệ tình cảm vào năm 1991, kết hôn vào năm 1997 nhưng sau đó ly dị. Năm 1992, Cameron ký với 20th Century Fox một bản hợp đồng kéo dài 5 năm trị giá 500 triệu USD để sản xuất mười hai bộ phim.
Furlong trở thành một diễn viên được săn đón rộng rãi còn Patrick cảm thấy khó khăn trong việc phải đối mặt với sự nổi tiếng bất ngờ, khi mọi người liên tục yêu cầu ông bắt chước nhân vật T-1000. Mặc dù Kẻ hủy diệt 2 đã thành công rực rỡ, song Carolco vẫn báo lỗ lên tới 265,1 triệu USD trong năm 1991 do gặp khó khăn về tài chính từ các dự án phim và công ty con khác. Sự hỗ trợ từ những nhà đầu tư cũng không ngăn được việc hãng phim này nộp đơn xin phá sản vào năm 1995 và các tài sản của nó, bao gồm Kẻ hủy diệt 2, đã được bán cho Canal Plus với giá 58 triệu USD.

### Giải trí tại gia
Tháng 12 năm 1991, Kẻ hủy diệt 2: Ngày phán xét được phát hành dưới định dạng VHS và LaserDisc. Đây là bộ phim cho thuê phổ biến ở Mỹ và Canada, với kỷ lục 714.000 bản được giao đến các nhà bán lẻ, qua đó trở thành tác phẩm cho thuê ăn khách nhất vào giữa tháng 1 năm 1992. Hãng đĩa Varèse Sarabande đã phát hành album nhạc phim do Fiedel sáng tác, nhạc phẩm này đã có mặt trên bảng xếp hạng Billboard 200 trong 6 tuần, đạt đỉnh ở vị trí thứ 70. Bài hát chủ đề "You Could Be Mine" đứng thứ 29 trên bảng xếp hạng Billboard 100 của Mỹ, cũng như gặt hái thành công ở Vương quốc Anh, Úc, Đức, Tây Ban Nha và Canada.
Một đĩa LaserDisc "Special Edition" được phát hành vào năm 1993, bao gồm phiên bản mở rộng dài thêm 15 phút của bộ phim với những cảnh bị cắt được khôi phục, cùng với các cuộc phỏng vấn với dàn diễn viên và ê-kíp làm phim, các bảng storyboard, thiết kế và cả những cảnh bị cắt chưa qua phục hồi. Cameron khẳng định ông không gọi đây là "Director's Cut" vì coi phiên bản chiếu rạp là bản chính thức, còn phiên bản mở rộng là cơ hội để tái hiện "chiều sâu và tính cách nhân vật bị buộc phải lược bỏ do thời lượng chiếu rạp". Phiên bản chiếu rạp được phát hành dưới định dạng DVD vào năm 1997. Năm 2000, một đĩa DVD "Ultimate Edition" của bộ phim đã được phát hành, bao gồm cả phiên bản chiếu rạp, "Special Edition" và một bản "Extended Cut" mới, bổ sung thêm một phân đoạn T-1000 khám xét phòng của John và một cảnh kết thay thế. Điều phối viên hiệu ứng đặc biệt của Kẻ hủy diệt 2 là Van Ling đã giám sát việc phát hành này. Phiên bản "Extreme Edition" được phát hành vào năm 2003, bao gồm cả phiên bản chiếu rạp và "Special Edition", hình ảnh được nâng cấp lên độ phân giải 1080p, phần bình luận đầu tiên của Cameron và một bộ phim tài liệu nói về tầm ảnh hưởng của Kẻ hủy diệt 2 đối với hiệu ứng đặc biệt.
Kẻ hủy diệt 2 được phát hành trên định dạng Blu-ray vào năm 2006, tiếp sau đó là phiên bản "Skynet Edition" vào năm 2009 bao gồm cả phiên bản chiếu rạp và "Special Edition", cùng với những bình luận của dàn diễn viên và ê-kíp làm phim. Điểm đặc biệt của bản này là một bộ sưu tập giới hạn chứa đĩa Blu-ray, những phiên bản DVD "Ultimate" và "Extreme", phiên bản tải xuống kỹ thuật số, tất cả các tính năng đặc biệt hiện có và một bức tượng bán thân đầu lâu T-800 cao 14 inch (360 mm). Một phiên bản 4K Ultra HD Blu-ray kèm theo đĩa Blu-ray tiêu chuẩn và phiên bản kỹ thuật số được phát hành vào năm 2017. Điểm đặc biệt của bản này vẫn là một bộ sưu tập giới hạn bao gồm 1 trong 6.000 mô hình kích thước thật của xương cánh tay T-800, mỗi chiếc đều có chữ ký của Cameron và được đánh số riêng biệt, album nhạc phim, phiên bản chiếu rạp, "Special", "Extended" và bản remaster 3D năm 2017, cùng bộ phim tài liệu "Reprogramming the Terminator" gồm các cuộc phỏng vấn với Schwarzenegger, Cameron, Furlong và nhiều người khác.

### Các phương tiện khác
Kẻ hủy diệt 2: Ngày phán xét đã được quảng cáo thông qua nhiều sản phẩm liên kết, bao gồm đồ chơi, con rối, thẻ bài sưu tập, trò chơi ghép hình, quần áo, một loại nước hoa mang tên "Hero" và một cuốn tiểu thuyết của Randall Frakes mở rộng thêm về phần kết của bộ phim. Năm 1991, Marvel Comics đã chuyển thể bộ phim thành một cuốn truyện tranh, tiếp theo đó là các tác phẩm mở rộng cốt truyện của Kẻ hủy diệt 2, bao gồm "Cybernetic Dawn" và "Nuclear Twilight" của Malibu Comics (1995–1996), "Infinity" và "Revolution" của Dynamite Entertainment (2007) cũng như series tiểu thuyết T2 của S. M. Stirling vào đầu những năm 2000. Một số trò chơi điện tử chuyển thể từ Kẻ hủy diệt 2 đã được phát hành, trong đó có cả máy pinball và trò chơi arcade vào năm 1991. Trò chơi arcade này được ưa chuộng đến mức đã được chuyển đổi sang các hệ máy chơi tại gia với tên gọi T2: The Arcade Game. Nhiều hãng phát triển trò chơi video đã tạo ra các phiên bản chuyển thể khác nhau cho hệ máy chơi tại gia như Kẻ hủy diệt 2 cho Game Boy và Kẻ hủy diệt 2 cho Nintendo Entertainment System (NES). Một phiên bản chuyển thể khác sau này đã được phát triển dành cho Sega Genesis và Super Nintendo Entertainment System, cùng với một trò chơi được phát hành riêng cho máy tính gia đình. Các mặt hàng liên quan đến Kẻ hủy diệt 2: Ngày phán xét ước tính đã mang về 400 triệu USD doanh thu.
Năm 1996, điểm tham quan dùng diễn viên người đóng T2-3D: Battle Across Time đã được khai trương tại Universal Studios Florida, sau đó là ở Hollywood và Nhật Bản. Điểm tham quan kéo dài 20 phút này do Cameron đồng biên kịch và đạo diễn, với chi phí sản xuất lên tới 60 triệu USD, bao gồm các cảnh hành động người đóng và một bộ phim 3D dài 12 phút có kinh phí 24 triệu USD quy tụ sự tham gia của Schwarzenegger, Hamilton, Patrick và Furlong tái hiện các nhân vật của họ trong phim, khiến đây trở thành bộ phim có chi phí sản xuất đắt đỏ nhất tính theo phút vào thời điểm ấy. Trong cuộc phiêu lưu này, Sarah và John cố gắng ngăn chặn Cyberdyne, công ty đã phát triển Skynet. Họ đối đầu với T-1000 nhưng được T-800 giải cứu, rồi sau đó T-800 quay trở lại năm 2029 cùng John đánh bại Skynet và tạo vật mới nhất của nó là T-1000000.

### Bản remaster 3D
Cameron đã giám sát quá trình remaster sang định dạng 3D kéo dài trong một năm và sau đó tái phát hành Kẻ hủy diệt 2: Ngày phán xét tại các rạp phim vào tháng 8 năm 2017. Ông chia sẻ: "Nếu bạn chưa từng xem bộ phim này, đây sẽ là phiên bản mà bạn nên xem và nhớ mãi". Cameron đã tiến hành một số chỉnh sửa về hình ảnh nhằm khắc phục những chi tiết làm ông cảm thấy khó chịu, bao gồm việc thêm kính chắn gió vào xe tải của T-1000 đã bị rơi ra trong cảnh lao xe nhưng lại xuất hiện trong các phân đoạn sau, che đậy việc sử dụng diễn viên đóng thế rõ ràng cho Furlong và Schwarzenegger trong cùng cảnh đó, che đi nhiều hơn phần cơ thể khỏa thân của Patrick trong phân đoạn giới thiệu nhân vật này cũng như làm cho chất lượng hình ảnh trở nên sáng sủa hơn. Việc tái phát hành bản remaster 3D của bộ phim này tại rạp được đánh giá là một nỗi thất vọng khi chỉ thu về khoảng 562.000 USD trong tuần đầu công chiếu tại 386 rạp chiếu, so với doanh thu 17 triệu USD mà bản tái phát hành 3D của Titanic thu về vào năm 2012. Tại Việt Nam, Kẻ hủy diệt 2 phiên bản remaster 3D được khởi chiếu chính thức từ ngày 8 tháng 9 năm 2017.

## Chủ đề và phân tích

### Chủ đề
Một chủ đề trọng tâm của Kẻ hủy diệt 2: Ngày phán xét là mối quan hệ giữa John Connor và T-800, người đóng vai trò như là người cha thay thế cho Kyle Reese mà anh vốn chưa bao giờ được gặp. Cameron nói: "Chắc chắn là sẽ có những cảnh hành động hoành tráng và rầm rộ, nhưng trái tim của bộ phim vẫn nằm ở mối quan hệ đó", đồng thời so sánh nó với hình ảnh nhân vật Tin Man có được trái tim trong The Wizard of Oz. Giống như bộ phim trước đó của Cameron là Aliens, Kẻ hủy diệt 2 tập trung vào lòng trắc ẩn và hình ảnh đấng sinh thành, miêu tả T-800 như một người bảo hộ và là hình mẫu người cha không biết mệt mỏi đối với John, trái ngược với T-1000 không kém phần tàn nhẫn. T-800 được thiết kế để bắt chước con người nhằm mục đích xâm nhập, nhưng khi ông phát triển và tiến hóa, cảm xúc dần trở nên thật sự và học được từ John cách cảm nhận nỗi đau. T-800 đã chọn hy sinh tính mạng của mình để bảo đảm sự sống còn của người khác. Năm 1991, nhà văn tiểu luận Robert Bly đã viết rằng những người đàn ông lớn tuổi không cung cấp những hình mẫu thích hợp cho những người trẻ tuổi, và trong Kẻ hủy diệt 2, Sarah đã chỉ trích nhiều người đàn ông trong quá khứ của bà đã không thể làm cha của John, ngoại trừ T-800. Sau khi hoàn tất vai trò của mình, T-800 rời bỏ John vì lợi ích của anh sau khi nói rằng mình thiếu đi những cảm xúc mà John cần dựa vào.
Trong khi John dạy T-800 về con người, thì người mẹ ruột Sarah lại trở nên kém nhân tính hơn do kiến thức của bà về tương lai. Cameron từng nói: "Cô ấy là một nhân vật buồn bã—một nhân vật bi thảm ... cô ấy tin rằng những người mà mình gặp gỡ, nói chuyện hoặc tương tác đều sẽ sớm qua đời". Chủ đề về con người giống như máy móc này liên hệ với quyết định của Cameron và Wisher trong việc xây dựng nhân vật T-1000 dưới hình hài một sĩ quan cảnh sát, bởi vì họ cho rằng về mặt chủ đề, điều này đại diện cho con người vốn dĩ phải có lòng cảm thông với người khác nhưng đang ngày càng trở nên giống máy móc và tách biệt khỏi cảm xúc cá nhân. Đội đặc nhiệm SWAT tại Cyberdyne đã nổ súng bắn Dyson, một người Mỹ gốc Phi, mà không có bất kỳ cảnh báo nào trước đó. Cinephilia mô tả Dyson là nhân vật có tính cách nhân văn nhất trong phim, một người đàn ông thông minh, lạc quan, yêu gia đình, đại diện cho mối quan hệ thực tế giữa lực lượng cảnh sát và người da màu, trái ngược với cách họ đối xử với T-800, một người da trắng, khi họ đã cảnh báo ông trước khi nổ súng.
Sau khi thoát khỏi bệnh viện, Sarah có vẻ như đang ôm chầm lấy John nhưng thực chất là đang kiểm tra xem anh có bị thương tích gì không, gác lại tình cảm ruột thịt để ưu tiên sự sống còn của anh và giúp con hoàn thành sứ mệnh trở thành nhà lãnh đạo tương lai. T-800 được miêu tả là một phụ huynh tốt hơn Sarah, luôn dành cho John sự chú ý không chút phân tâm trong khi Sarah vẫn giữ khoảng cách và tập trung nhiều hơn vào tương lai thay vì hiện tại. Giáo sư triết học Richard T. McClelland chỉ ra rằng Sarah đã chấp nhận T-800 làm cha nuôi cho John đến mức bà tin tưởng giao lại việc trông nom John cho nhân vật này khi bà rời đi để giết Dyson. Giấc mơ của Sarah về vụ thảm sát hạt nhân sẽ giết chết sáu tỷ người, kể cả con trai của bà, đã thôi thúc bà phải giết Dyson trước khi ông hoàn thành công cuộc tạo ra Skynet nhưng khi thời khắc đó đến, bà hoàn toàn không thể từ bỏ nhân tính của mình và xuống tay mà không hề nao núng với ông. Cameron mô tả đây như là một câu hỏi về giá trị của nhân loại liệu chúng ta có từ bỏ nó để giành chiến thắng trong cuộc chiến vì sự tồn vong của chính mình. So với chủ đề u ám, hư vô của phần phim đầu tiên, Kẻ hủy diệt 2 nhấn mạnh đến khái niệm ý chí tự do và giá trị cuộc sống con người. Schwarzenegger đã trích dẫn câu thoại trong phim "không có số phận nào ngoài những gì chúng ta tạo ra", nói rằng mọi người có quyền kiểm soát vận mệnh của chính mình.
Kẻ hủy diệt 2 còn đề cập tới việc sử dụng bạo lực. Khi phát hành, các nhà phê bình đã chỉ trích thông điệp của Kẻ hủy diệt 2: Ngày phán xét về việc duy trì hòa bình thông qua bạo lực. Owen Gleiberman cho rằng "thái độ thờ ơ trắng trợn" đối với sinh mạng con người là điều gắn liền với tác phẩm nhưng hành động gây tổn thương cho người khác thay vì giết họ của T-800 có thể khiến nạn nhân của bạo lực phải sống một cuộc đời đau khổ. Cameron mô tả tác phẩm là "bộ phim phản chiến bạo lực nhất thế giới" và cho rằng đó là câu chuyện về con người đấu tranh với bản năng bạo lực trong họ. Đặc biệt, Cameron lo ngại về việc nhân vật phản diện ban đầu T-800 đã trở thành một biểu tượng văn hóa và hiện thân cho ảo tưởng về quyền lực như một thế lực chết chóc, không thể ngăn cản và đầy sức mạnh, ông đã chọn tái định nghĩa nhân vật này trong Kẻ hủy diệt 2, giữ lại ảo tưởng về quyền lực mà không cần lấy đi sinh mạng. Cinephilia cho rằng về mặt đạo đức thì không thể cứu vãn được sau khi giết người, nên vì vậy Kẻ hủy diệt 2 là câu chuyện kể về sự cứu rỗi T-800 và Sarah.

### Phân tích
Theo Giáo sư Jeffrey A. Brown, đã có nhiều bộ phim hành động do nữ giới dẫn dắt hơn sau thành công của Aliens. Brown nhận định rằng điều này phản ánh xu hướng ngày càng nhiều phụ nữ đảm nhận vai trò phi truyền thống hơn cũng như sự chia rẽ giữa các nhà phê bình chuyên nghiệp, những người cho rằng nữ anh hùng bị đàn ông hoá—và khán giả, những người đón nhận các nhân vật bất kể giới tính. Những anh hùng cơ bắp do Schwarzenegger, Stallone và Jean-Claude Van Damme đảm trách đã nhường chỗ cho những người phụ nữ độc lập, có khả năng tự vệ và đánh bại kẻ xấu trong các phim như Kẻ hủy diệt 2 và Sự im lặng của bầy cừu. Brown cho biết những nhân vật nữ này thường thực hiện các hành động gắn liền với nam giới và sở hữu thân hình cơ bắp thay vì thân hình "mềm mại" nữ tính. Ông coi chiếc áo ba lỗ của Hamilton tượng trưng cho các nhân vật anh hùng hành động nam giới điển hình như John McClane và John Rambo, cũng như những người phụ nữ thể hiện các đặc điểm nam tính như Rachel McLish trong Aces: Iron Eagle III (1992).
Mặc dù nhấn mạnh vào hình tượng phụ nữ mạnh mẽ, nhân vật của Hamilton vẫn thua kém so với Schwarzenegger. Những nỗ lực đánh bại T-1000 của Sarah đều thất bại cho đến khi có sự can thiệp vào phút chót của T-800. Tác giả Victoria Warren cho rằng điều này giúp nhân vật nữ đủ mạnh mẽ để được ngưỡng mộ nhưng vẫn không đủ để làm lu mờ độ nam tính của nhân vật nam chính. Các giáo sư Amanda Fernbach và Thomas B. Byers cho rằng hình dạng cứng nhắc của T-800 đại diện cho sự nam tính bảo thủ, đối lập trực tiếp với T-1000 bẻ cong giới tính, đại diện cho bản chất hậu hiện đại, linh hoạt, không tuân theo chuẩn mực truyền thống và chống lại chế độ gia trưởng cũng như việc duy trì gia đình truyền thống.
Tác giả Mark Duckenfield cho rằng Kẻ hủy diệt 2: Ngày phán xét có thể được xem như một phép ẩn dụ về sự suy thoái của ngành công nghiệp Hoa Kỳ trước sự thành công của các công ty công nghệ Nhật Bản, với T-1000 tiên tiến đại diện cho Nhật Bản còn T-800 cũ kỹ hơn đại diện cho Mỹ. Ngành công nghiệp Mỹ đôi khi bị coi là phản diện trong giai đoạn bùng nổ kinh tế vào thập niên 1980, song nó lại nhận được sự đồng cảm hơn trước nguy cơ lỗi thời, cũng giống như T-800 được miêu tả là thân thiện hơn và vẫn mạnh mẽ tuy không còn áp đảo như trước. Duckenfield coi phân cảnh cuối cùng diễn ra tại nhà máy thép—biểu tượng của ngành công nghiệp Mỹ—mang ý nghĩa biểu tượng. Theo Warren, Kẻ hủy diệt 2 phản ánh những giá trị của Mỹ thời Chiến tranh Lạnh, nhấn mạnh vào các nguyên tắc văn hóa Mỹ, đặc biệt là chủ nghĩa cá nhân và phản đối sự can thiệp của chính phủ. Các cơ quan như chính phủ, cảnh sát và công nghệ mà những nhân vật chính trong phim có thể tin tưởng, lại trở thành những thế lực cố gắng ngăn cản họ bởi vì họ không tin vào lời tiên tri tận thế của các nhân vật chính.

## Di sản

### Ảnh hưởng văn hóa

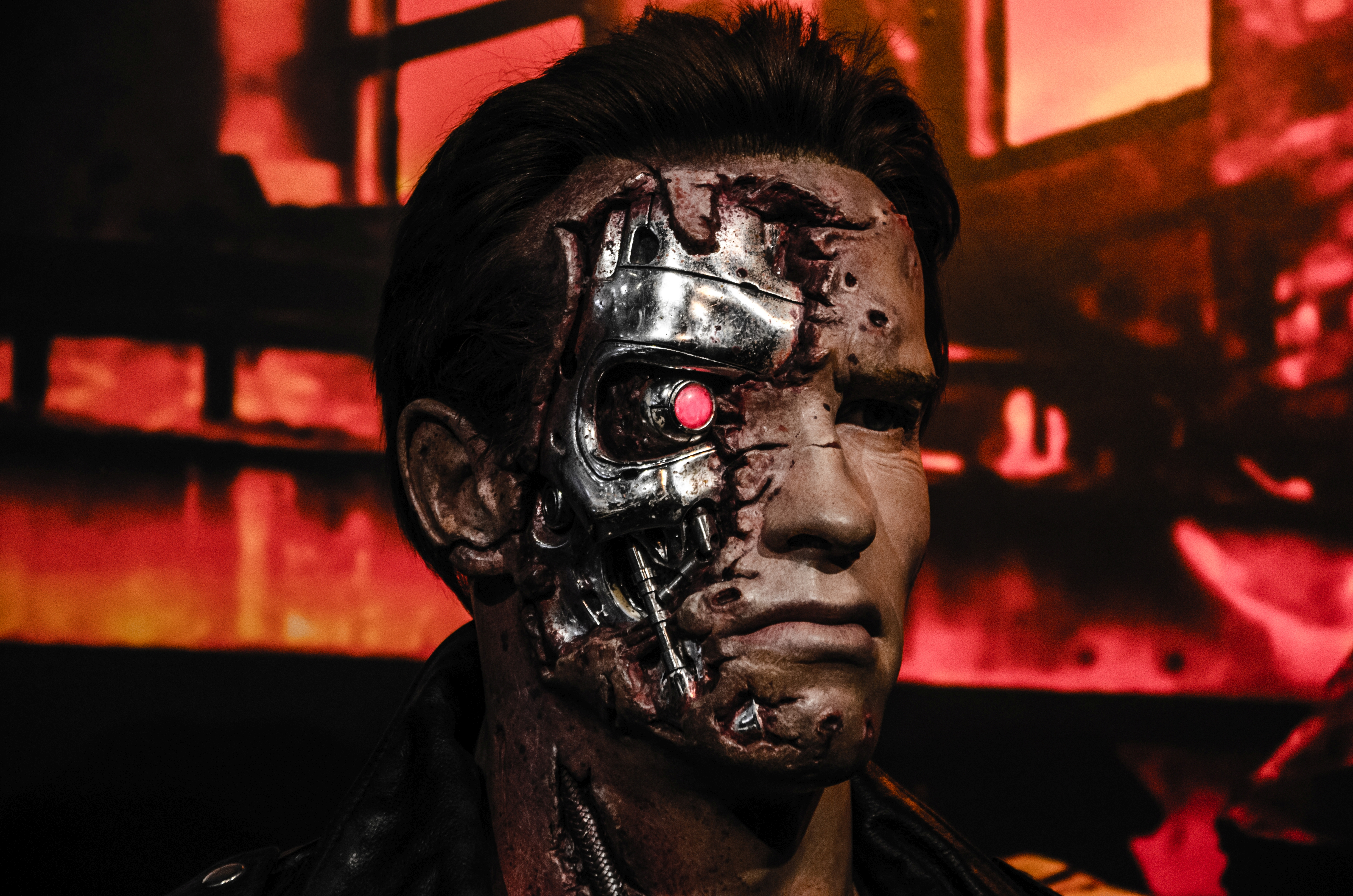
Tượng sáp của T-800 tại Madame Tussauds, Luân Đôn

Kẻ hủy diệt 2 được coi là một bộ phim có tầm ảnh hưởng lớn, đặt ra tiêu chuẩn cho các phần tiếp nối, những cảnh hành động và hiệu ứng hình ảnh. Cameron và giám sát hiệu ứng hình ảnh đặc biệt Dennis Muren cho rằng các hiệu ứng hình ảnh mang tính đột phá trong Kẻ hủy diệt 2 đã chứng minh khả năng của những hiệu ứng do máy tính tạo ra và rằng nếu không có nó, các bộ phim tập trung vào hiệu ứng như Công viên kỷ Jura (1993) sẽ không thể thực hiện được. Nhiều ấn phẩm đã đề cập đến tầm ảnh hưởng của Kẻ hủy diệt 2 đối với kỹ xảo điện ảnh, mô tả đây là bộ phim quan trọng nhất về kỹ xảo kể từ Tron (1982) và mở ra kỷ nguyên phụ thuộc vào hiệu ứng CGI cho các bộ phim như Công viên kỷ Jura và Ma trận (1999). Năm 2007, Hiệp hội Hiệu ứng Hình ảnh, một tổ chức của ngành công nghiệp giải trí bao gồm các chuyên gia về hiệu ứng hình ảnh, đã vinh danh Kẻ hủy diệt 2 là bộ phim có ảnh hưởng thứ 14 mọi thời đại về hiệu ứng hình ảnh và nhân vật T-1000 được Sách Kỷ lục Guinness ghi nhận là "nhân vật phim bom tấn đầu tiên được tạo ra bằng máy tính". Theo The Guardian, những hiệu ứng "đột phá" của bộ phim đã dẫn đến "sự lười biếng trong việc sử dụng CGI", tức là sự phụ thuộc vào đồ họa máy tính hơn là các hiệu ứng thực tế, các pha hành động nguy hiểm và kỹ xảo. Một bài báo năm 2014 của Entertainment Weekly cho biết Kẻ hủy diệt 2 đã góp phần vào việc phát triển thể loại phim khoa học viễn tưởng có ngân sách lớn tại Hollywood đương đại cũng như xu hướng phát triển những tác phẩm điện ảnh thành các thương hiệu nhắm đến khán giả trẻ tuổi và đại chúng. Den of Geek đã mô tả đây là một trong những bộ phim có sức ảnh hưởng lớn nhất kể từ bom tấn giật gân Hàm cá mập (1975). Một số nhà làm phim và người tiên phong trong lĩnh vực sáng tạo đã cho rằng Kẻ hủy diệt 2 là nguồn cảm hứng cho tác phẩm nghệ thuật của họ, bao gồm Steven Caple Jr., Ryan Coogler, Kevin Feige và Kojima Hideo, thậm chí đây còn là bộ phim yêu thích của tù nhân chính trị người Nga Alexei Navalny.
Với ngân sách 94–102 triệu USD, Kẻ hủy diệt 2: Ngày phán xét là bộ phim đắt đỏ nhất vào thời điểm đó, tính đến  năm 2023, đây vẫn là bộ phim có doanh thu cao nhất của Schwarzenegger. Bên cạnh sự xuất hiện trong Kẻ hủy diệt, nhân vật Sarah Connor của Hamilton được coi là một trong những nữ anh hùng hành động vĩ đại và có ảnh hưởng nhất trên màn bạc cũng như là một nhân vật mang tính biểu tượng. Nhân vật phản diện T-1000 của Patrick được xem là một trong những ác nhân điện ảnh mang tính biểu tượng nhất. Ông đã có màn xuất hiện cameo với vai T-1000 trong Wayne's World (1992) và Last Action Hero (1993) của Schwarzenegger. Trong Last Action Hero, Stallone thay thế Schwarzenegger để vào vai T-800 trên áp phích quảng bá của Kẻ hủy diệt 2. Câu nói "Hasta la vista, baby" của T-800 được coi là một câu thoại kinh điển của phim và thường xuyên được trích dẫn. Schwarzenegger cũng sử dụng nó trong các bài phát biểu xuyên suốt sự nghiệp chính trị của mình. Kẻ hủy diệt 2: Ngày phán xét đã được nhắc đến trong nhiều loại hình truyền thông, bao gồm truyền hình, phim ảnh và trò chơi điện tử. Cảnh quán bar dành cho biker đã được tái hiện trong một quảng cáo năm 2015 cho trò chơi điện tử WWE 2K16 có sự góp mặt của Schwarzenegger—những người trong quán bar đã được thay thế bằng các đô vật WWE. Năm 2023, Thư viện Quốc hội Hoa Kỳ đã chọn Kẻ hủy diệt 2: Ngày phán xét để bảo tồn trong Viện lưu trữ phim quốc gia vì có ý nghĩa đáng kể về mặt "văn hóa, lịch sử hoặc thẩm mỹ".

### Đánh giá
Kể từ khi phát hành, Kẻ hủy diệt 2: Ngày phán xét được đánh giá là một trong những bộ phim hành động, khoa học viễn tưởng và phần tiếp nối xuất sắc nhất từng được thực hiện. Kẻ hủy diệt 2 và Kẻ hủy diệt thường được coi là hai tác phẩm nổi bật nhất trong thương hiệu Kẻ hủy diệt, với mỗi phần phim lần lượt thay nhau chiếm vị trí dẫn đầu. Một số ấn phẩm còn liệt Kẻ hủy diệt 2 vào danh sách bộ phim vĩ đại nhất từng được sản xuất.
Năm 2001, Viện phim Mỹ xếp Kẻ hủy diệt 2 ở vị trí thứ 77 trong danh sách 100 phim giật gân hay nhất, ghi nhận "những bộ phim khiến tim đập mạnh nhất" và danh sách 100 anh hùng và ác nhân hay nhất năm 2003 đã xếp T-800 ở vị trí anh hùng thứ 48. Danh sách 100 câu thoại đáng nhớ nhất năm 2005 đã liệt câu nói của T-800 "Hasta la vista, baby" vào vị trí thứ 76, đồng thời danh sách 10 phim hay nhất thuộc thể loại khoa học viễn tưởng năm 2008 đã xếp Kẻ hủy diệt 2 ở vị trí thứ 8. Nhân dịp sinh nhật lần thứ 75 của Schwarzenegger vào năm 2022, Variety xướng tên Kẻ hủy diệt 2: Ngày phán xét là bộ phim hay nhất trong sự nghiệp 46 năm của ông.
Trang tổng hợp đánh giá Rotten Tomatoes cho biết bộ phim nhận được 91% lượng đồng thuận dựa theo 87 bài đánh giá, với điểm trung bình là 8.5/10. Nhận xét chung của các nhà phê bình trên trang web này nói rằng: "T2 mang đến những pha hành động hấp dẫn và hiệu ứng hình ảnh gây ấn tượng mạnh, nhưng thứ đưa kiệt tác khoa học viễn tưởng/hành động này lên một tầm cao mới là sự sâu sắc của các nhân vật con người (và cyborg)". Bộ phim đạt 75/100 điểm trên Metacritic dựa theo 22 bài đánh giá từ các nhà phê bình, cho thấy "những bài đánh giá nhìn chung là tích cực". Trong dịp kỷ niệm 30 năm phát hành Kẻ hủy diệt 2 vào năm 2021, Cameron và nhiều người khác đã nói rằng bất chấp việc sử dụng các mẫu xe cũ kĩ song hiệu ứng hình ảnh của bộ phim vẫn có thể so sánh được với các bộ phim đương thời. Cameron cũng nhấn mạnh rằng Kẻ hủy diệt 2 vẫn còn phù hợp với thời cuộc bởi vì trí tuệ nhân tạo đã trở thành một thực tế phổ biến chứ không còn là một thể loại viễn tưởng. Kẻ hủy diệt 2 được Film4 xếp thứ 32 trong danh sách 50 bộ phim cần xem trước khi chết vào năm 2006 và cũng góp mặt vào cuốn sách tham khảo điện ảnh nổi tiếng 1001 bộ phim bạn phải xem trước khi chết. Rotten Tomatoes đánh giá đây là 1 trong 300 bộ phim thiết yếu và xếp tác phẩm đứng thứ 123 trong danh sách 200 phim thiết yếu của trang này. Popular Mechanics và Rolling Stone đã cùng xếp Kẻ hủy diệt 2 và Kẻ hủy diệt đứng thứ ba trong số những phim về chủ đề du hành thời gian hay nhất từ trước đến nay. Độc giả của Rolling Stone đã bình chọn Kẻ hủy diệt 2 là phần phim tiếp nối hay thứ hai chỉ sau Bố già phần II (1974), đồng thời độc giả của Empire đã bình chọn bộ phim này đứng thứ 17 trong danh sách "100 bộ phim vĩ đại nhất" vào năm 2017.

## Phần tiếp nối
Cameron khẳng định ông không có kế hoạch làm thêm bất cứ phần tiếp nối nào, bởi vì vị đạo diễn tin rằng Kẻ hủy diệt 2 "đã kết thúc câu chuyện một cách trọn vẹn. Và tôi nghĩ việc kết thúc câu chuyện ở thời điểm này là một ý tưởng hay". Wisher và Cameron đã viết kịch bản với mục đích không để lại bất kỳ cơ hội nào cho việc tạo ra phần phim tiếp theo. Tuy vậy, bốn phần tiếp theo vẫn ra đời: Kẻ hủy diệt 3: Kỷ nguyên người máy (2003), Kẻ hủy diệt 4 (2009), Kẻ hủy diệt: Thời đại Genisys (2015) và Kẻ hủy diệt: Vận mệnh đen tối (2019), mặc dù không có phần nào lặp lại được thành công của Kẻ hủy diệt hay Kẻ hủy diệt 2.
Schwarzenegger quay trở lại tham gia tất cả các phần phim trừ Kẻ hủy diệt 4, trong khi Cameron và Hamilton chỉ trở lại trong Vận mệnh đen tối, phần tiếp nối trực tiếp các sự kiện của Kẻ hủy diệt 2. Mặc dù được đánh giá tích cực hơn về mặt chuyên môn so với các phần tiếp nối Kẻ hủy diệt 2 khác, Vận mệnh đen tối vẫn bị coi là một thất bại. Nhiều nhà phân tích đổ lỗi cho sự thiếu hứng thú của khán giả do chất lượng của loạt phim bị suy giảm dần kể từ Kẻ hủy diệt 2, cũng như các nỗ lực liên tục trong việc tái khởi động thương hiệu. Những người hâm mộ cũng đã chỉ trích cảnh mở đầu của Vận mệnh đen tối, trong đó một T-800 đã giết chết John Connor tuổi thiếu niên do Furlong thủ vai. Trang web giải trí Collider viết rằng điều này làm hỏng một cách không cần thiết cái kết trong Kẻ hủy diệt 2. Loạt phim truyền hình Terminator: The Sarah Connor Chronicles (2008–2009), diễn ra sau các sự kiện của Kẻ hủy diệt 2 đồng thời bỏ qua những gì diễn ra trong Kẻ hủy diệt 3 và các phần về sau.

### Cụm nguồn
1. ↑  [25][26][27]
2. ↑  [29][30][31][32]
3. ↑  [38][39][40][41]
4. ↑  [5][46][47][48]
5. ↑  [5][51][53][37]
6. ↑  [59][60][61][62]
7. ↑  [5][15][27][68][69]
8. ↑  [23][70][72][74]
9. ↑  [72][74][83][84]
10. ↑  [5][27][48][51][87][88][89][90]
11. ↑  [27][91][92][93]
12. ↑  [3][5][54][87][110][111]
13. ↑  [117][124][125][126][127]
14. ↑  [5][105][137][138]
15. ↑  [5][15][137][140][141]
16. ↑  [142][143][144][145][146][147][148][149]
17. ↑  [142][145][150][151]
18. ↑  [142][145][146][148][152][153]
19. ↑  [143][144][147][151][153]
20. ↑  [144][149][150][152]
21. ↑  [143][144][145][146][149][150]
22. ↑  [142][143][144][145][150]
23. ↑  [143][145][146][148]
24. ↑  [147][148][153][154]
25. ↑  [143][145][146][151]
26. ↑  [166][167][168][169][170]
27. ↑  [175][176][177][178][179][180]
28. ↑  [3][110][194][195][196]
29. ↑  [195][199][200][201]
30. ↑  [142][144][145][146][148][152][153]
31. ↑  [5][224][225][226][227]
32. ↑  [5][56][92][228][229]
33. ↑  [2][54][55][59][230]
34. ↑  [5][43][56][92]
35. ↑  [59][240][241][242][243][244]
36. ↑  [5][244][245][246][247][248][249]
37. ↑  [250][251][252][253][254][255]
38. ↑  [5][36][258][259]
39. ↑  [260][261][262][263][264][265][266][267][268][269]
40. ↑  [2][228][229][272][273][274][275]
41. ↑  [229][276][277][278][279][280][281][282][283]
42. ↑  [229][284][285][286]
43. ↑  [2][229][249][276][286][287][288][289][290][291][292][293]
44. ↑  [314][315][316][317]